# Liste der Mitglieder der 16. Bundesversammlung (Deutschland)
Die Sechzehnte Bundesversammlung wählte am 12. Februar 2017 Frank-Walter Steinmeier zum Nachfolger des Bundespräsidenten Joachim Gauck. Gauck hatte am 6. Juni 2016 erklärt, für eine zweite Amtszeit (ab 19. März 2017) nicht zur Verfügung zu stehen.

## Zusammensetzung
Die Sechzehnte Bundesversammlung setzte sich aus 1260 Mitgliedern zusammen: aus den 630 Mitgliedern des Deutschen Bundestages (MdB) sowie der gleichen Anzahl von Delegierten der Landesparlamente.

### Nach Bundesländern
| Land                   | Bundestags- abgeordnete | Anzahl der Ländervertreter | Summe |
| ---------------------- | ----------------------- | -------------------------- | ----- |
| Baden-Württemberg      | 078                     | 080                        | 0158  |
| Bayern                 | 091                     | 097                        | 0188  |
| Berlin                 | 027                     | 026                        | 0053  |
| Brandenburg            | 019                     | 021                        | 0040  |
| Bremen                 | 006                     | 005                        | 0011  |
| Hamburg                | 013                     | 013                        | 0026  |
| Hessen                 | 045                     | 045                        | 0090  |
| Mecklenburg-Vorpommern | 013                     | 013                        | 0026  |
| Niedersachsen          | 066                     | 063                        | 0129  |
| Nordrhein-Westfalen    | 138                     | 135                        | 0273  |
| Rheinland-Pfalz        | 031                     | 031                        | 0062  |
| Saarland               | 009                     | 008                        | 0017  |
| Sachsen                | 033                     | 034                        | 0067  |
| Sachsen-Anhalt         | 019                     | 018                        | 0037  |
| Schleswig-Holstein     | 024                     | 023                        | 0047  |
| Thüringen              | 018                     | 018                        | 0036  |

### Nach Parteien und Ländern
| Partei       | Mitglieder gesamt | davon Bundestag | davon Länderdelegierte | davon Länderdelegierte | davon Länderdelegierte | davon Länderdelegierte | davon Länderdelegierte | davon Länderdelegierte | davon Länderdelegierte | davon Länderdelegierte | davon Länderdelegierte | davon Länderdelegierte | davon Länderdelegierte | davon Länderdelegierte | davon Länderdelegierte | davon Länderdelegierte | davon Länderdelegierte | davon Länderdelegierte | davon Länderdelegierte |
|              |                   |                 | gesamt                 | BW                     | BY                     | BE                     | BB                     | HB                     | HH                     | HE                     | MV                     | NI                     | NW                     | RP                     | SL                     | SN                     | ST                     | SH                     | TH                     |
| ------------ | ----------------- | --------------- | ---------------------- | ---------------------- | ---------------------- | ---------------------- | ---------------------- | ---------------------- | ---------------------- | ---------------------- | ---------------------- | ---------------------- | ---------------------- | ---------------------- | ---------------------- | ---------------------- | ---------------------- | ---------------------- | ---------------------- |
| CDU/CSU      | 0539              | 309             | 230                    | 23                     | 55                     | 05                     | 05                     | 1                      | 02                     | 20                     | 3                      | 25                     | 40                     | 11                     | 4                      | 16                     | 06                     | 07                     | 07                     |
| SPD          | 0384              | 193             | 191                    | 12                     | 23                     | 06                     | 08                     | 2                      | 07                     | 15                     | 5                      | 23                     | 57                     | 12                     | 3                      | 05                     | 02                     | 08                     | 03                     |
| GRÜNE        | 0147              | 063             | 084                    | 26                     | 09                     | 05                     | 01                     | 1                      | 02                     | 05                     |                        | 09                     | 17                     | 02                     |                        | 02                     | 01                     | 03                     | 01                     |
| LINKE        | 0095              | 064             | 031                    |                        |                        | 04                     | 04                     |                        | 01                     | 03                     | 2                      |                        |                        |                        | 1                      | 07                     | 03                     |                        | 06                     |
| FDP          | 0036              | 0               | 036                    | 08                     |                        | 02                     |                        | 1                      | 01                     | 02                     |                        | 06                     | 12                     | 02                     |                        |                        |                        | 02                     |                        |
| AfD          | 0035              | 0               | 035                    | 11                     |                        | 04                     | 02                     |                        |                        |                        | 3                      |                        |                        | 04                     |                        | 04                     | 06                     |                        | 01                     |
| PIRATEN      | 0011              | 0               | 011                    |                        |                        |                        |                        |                        |                        |                        |                        |                        | 09                     |                        |                        |                        |                        | 02                     |                        |
| FW           | 0010              | 0               | 010                    |                        | 10                     |                        |                        |                        |                        |                        |                        |                        |                        |                        |                        |                        |                        |                        |                        |
| SSW          | 0001              | 0               | 001                    |                        |                        |                        |                        |                        |                        |                        |                        |                        |                        |                        |                        |                        |                        | 01                     |                        |
| BVB/FW       | 0001              | 0               | 001                    |                        |                        |                        | 1                      |                        |                        |                        |                        |                        |                        |                        |                        |                        |                        |                        |                        |
| Fraktionslos | 0001              | 001             | 00                     |                        |                        |                        |                        |                        |                        |                        |                        |                        |                        |                        |                        |                        |                        |                        |                        |
| Gesamt       | 1260              | 630             | 630                    | 80                     | 97                     | 26                     | 21                     | 5                      | 13                     | 45                     | 13                     | 63                     | 135                    | 31                     | 8                      | 34                     | 18                     | 23                     | 18                     |

## Liste der Mitglieder
Die Mitglieder sind mit Bundestag für Bundestagsabgeordnete oder mit Landtag für ein durch einen Landtag gewähltes Mitglied gekennzeichnet. Nicht alle Ländervertreter sind Landtagsabgeordnete oder Mitglieder der angegebenen, vorschlagenden Parteien.
| Mitglied der Bundesversammlung                             | MdB/Land  | Partei       | Bundesland             |
| ---------------------------------------------------------- | --------- | ------------ | ---------------------- |
| Thomas Adasch                                              | Landtag   | CDU          | Niedersachsen          |
| Gerhard Aden                                               | Landtag   | FDP          | Baden-Württemberg      |
| Doris Ahnen                                                | Landtag   | SPD          | Rheinland-Pfalz        |
| Ilse Aigner                                                | Landtag   | CSU          | Bayern                 |
| Jan van Aken                                               | Bundestag | DIE LINKE    | Hamburg                |
| Tarek Al-Wazir                                             | Landtag   | GRÜNE        | Hessen                 |
| Stephan Albani                                             | Bundestag | CDU          | Niedersachsen          |
| Torsten Albig                                              | Landtag   | SPD          | Schleswig-Holstein     |
| Katrin Albsteiger                                          | Bundestag | CSU          | Bayern                 |
| Britta Altenkamp                                           | Landtag   | SPD          | Nordrhein-Westfalen    |
| Dieter Althaus                                             | Landtag   | CDU          | Thüringen              |
| Bernd Althusmann                                           | Landtag   | CDU          | Niedersachsen          |
| Peter Altmaier                                             | Bundestag | CDU          | Saarland               |
| Luise Amtsberg                                             | Bundestag | GRÜNE        | Schleswig-Holstein     |
| Rayk Anders                                                | Landtag   | PIRATEN      | Nordrhein-Westfalen    |
| Kerstin Andreae                                            | Bundestag | GRÜNE        | Baden-Württemberg      |
| Gabriele Andretta                                          | Landtag   | SPD          | Niedersachsen          |
| Eva von Angern                                             | Landtag   | DIE LINKE    | Sachsen-Anhalt         |
| Kathrin Anklam-Trapp                                       | Landtag   | SPD          | Rheinland-Pfalz        |
| Niels Annen                                                | Bundestag | SPD          | Hamburg                |
| Muhterem Aras                                              | Landtag   | GRÜNE        | Baden-Württemberg      |
| Jasmin Arbabian-Vogel                                      | Landtag   | SPD          | Niedersachsen          |
| Ingrid Arndt-Brauer                                        | Bundestag | SPD          | Nordrhein-Westfalen    |
| Rainer Arnold                                              | Bundestag | SPD          | Baden-Württemberg      |
| Hans-Jörn Arp                                              | Landtag   | CDU          | Schleswig-Holstein     |
| Artur Auernhammer                                          | Bundestag | CSU          | Bayern                 |
| Inge Aures                                                 | Landtag   | SPD          | Bayern                 |
| Klaus-Peter Bachmann                                       | Landtag   | SPD          | Niedersachsen          |
| Günter Back                                                | Landtag   | CDU          | Nordrhein-Westfalen    |
| Heike Baehrens                                             | Bundestag | SPD          | Baden-Württemberg      |
| Annalena Baerbock                                          | Bundestag | GRÜNE        | Brandenburg            |
| Ulrike Bahr                                                | Bundestag | SPD          | Bayern                 |
| Bettina Bähr-Losse                                         | Bundestag | SPD          | Nordrhein-Westfalen    |
| Christian Baldauf                                          | Landtag   | CDU          | Rheinland-Pfalz        |
| Rainer Balzer                                              | Landtag   | AfD          | Baden-Württemberg      |
| Julien Bam                                                 | Landtag   | SPD          | Nordrhein-Westfalen    |
| Dorothee Bär                                               | Bundestag | CSU          | Bayern                 |
| Frank Baranowski                                           | Landtag   | SPD          | Nordrhein-Westfalen    |
| Heinz-Joachim Barchmann                                    | Bundestag | SPD          | Niedersachsen          |
| Thomas Bareiß                                              | Bundestag | CDU          | Baden-Württemberg      |
| Katarina Barley                                            | Bundestag | SPD          | Rheinland-Pfalz        |
| Doris Barnett                                              | Bundestag | SPD          | Rheinland-Pfalz        |
| André Barth                                                | Landtag   | AfD          | Sachsen                |
| Klaus Barthel                                              | Bundestag | SPD          | Bayern                 |
| Norbert Barthle                                            | Bundestag | CDU          | Baden-Württemberg      |
| Matthias Bartke                                            | Bundestag | SPD          | Hamburg                |
| Sören Bartol                                               | Bundestag | SPD          | Hessen                 |
| Dietmar Bartsch                                            | Bundestag | DIE LINKE    | Mecklenburg-Vorpommern |
| Ali Bas                                                    | Landtag   | GRÜNE        | Nordrhein-Westfalen    |
| Bärbel Bas                                                 | Bundestag | SPD          | Nordrhein-Westfalen    |
| Theresia Bauer                                             | Landtag   | GRÜNE        | Baden-Württemberg      |
| Christina Baum                                             | Landtag   | AfD          | Baden-Württemberg      |
| Günter Baumann                                             | Bundestag | CDU          | Sachsen                |
| Winfried Bausback                                          | Landtag   | CSU          | Bayern                 |
| Andreas Bausewein                                          | Landtag   | SPD          | Thüringen              |
| Marieluise Beck                                            | Bundestag | GRÜNE        | Bremen                 |
| Volker Beck                                                | Bundestag | GRÜNE        | Nordrhein-Westfalen    |
| Dagmar Becker                                              | Landtag   | SPD          | Thüringen              |
| Horst Becker                                               | Landtag   | GRÜNE        | Nordrhein-Westfalen    |
| Uwe Beckmeyer                                              | Bundestag | SPD          | Bremen                 |
| Günther Beckstein                                          | Landtag   | CSU          | Bayern                 |
| Nicola Beer                                                | Landtag   | FDP          | Hessen                 |
| Sigrid Beer                                                | Landtag   | GRÜNE        | Nordrhein-Westfalen    |
| Maik Beermann                                              | Bundestag | CDU          | Niedersachsen          |
| Herbert Behrens                                            | Bundestag | DIE LINKE    | Niedersachsen          |
| Manfred Behrens                                            | Bundestag | CDU          | Sachsen-Anhalt         |
| Holger Bellino                                             | Landtag   | CDU          | Hessen                 |
| Veronika Bellmann                                          | Bundestag | CDU          | Sachsen                |
| Sybille Benning                                            | Bundestag | CDU          | Nordrhein-Westfalen    |
| Walburga Benninghaus                                       | Landtag   | SPD          | Nordrhein-Westfalen    |
| Verena Bentele                                             | Landtag   | SPD          | Bayern                 |
| Iris Berben                                                | Landtag   | SPD          | Hessen                 |
| Lars Patrick Berg                                          | Landtag   | AfD          | Baden-Württemberg      |
| Bärbel Bergerhoff-Wodopia                                  | Landtag   | SPD          | Nordrhein-Westfalen    |
| André Berghegger                                           | Bundestag | CDU          | Niedersachsen          |
| Christoph Bergner                                          | Bundestag | CDU          | Sachsen-Anhalt         |
| Christian Bernreiter                                       | Landtag   | CSU          | Bayern                 |
| Ute Bertram                                                | Bundestag | CDU          | Niedersachsen          |
| Peter Beuth                                                | Landtag   | CDU          | Hessen                 |
| Peter Beyer                                                | Bundestag | CDU          | Nordrhein-Westfalen    |
| Kurt Biedenkopf                                            | Landtag   | CDU          | Sachsen                |
| Peter Biesenbach                                           | Landtag   | CDU          | Nordrhein-Westfalen    |
| Steffen Bilger                                             | Bundestag | CDU          | Baden-Württemberg      |
| Karin Binder                                               | Bundestag | DIE LINKE    | Baden-Württemberg      |
| Sascha Binder                                              | Landtag   | SPD          | Baden-Württemberg      |
| Lothar Binding                                             | Bundestag | SPD          | Baden-Württemberg      |
| Clemens Binninger                                          | Bundestag | CDU          | Baden-Württemberg      |
| Astrid Birkhahn                                            | Landtag   | CDU          | Nordrhein-Westfalen    |
| Stefan Birkner                                             | Landtag   | FDP          | Niedersachsen          |
| Matthias Birkwald                                          | Bundestag | DIE LINKE    | Nordrhein-Westfalen    |
| Mike Bischoff                                              | Landtag   | SPD          | Brandenburg            |
| Peter Bleser                                               | Bundestag | CDU          | Rheinland-Pfalz        |
| Burkhard Blienert                                          | Bundestag | SPD          | Nordrhein-Westfalen    |
| Heidrun Bluhm                                              | Bundestag | DIE LINKE    | Mecklenburg-Vorpommern |
| Markus Blume                                               | Landtag   | CSU          | Bayern                 |
| André Bock                                                 | Landtag   | CDU          | Niedersachsen          |
| Reinhold Bocklet                                           | Landtag   | CSU          | Bayern                 |
| Michael Boddenberg                                         | Landtag   | CDU          | Hessen                 |
| Andrea Bogner-Unden                                        | Landtag   | GRÜNE        | Baden-Württemberg      |
| Maria Böhmer                                               | Bundestag | CDU          | Rheinland-Pfalz        |
| Siegfried Borgwardt                                        | Landtag   | CDU          | Sachsen-Anhalt         |
| Frank Börner                                               | Landtag   | SPD          | Nordrhein-Westfalen    |
| Wolfgang Bosbach                                           | Bundestag | CDU          | Nordrhein-Westfalen    |
| Sandra Boser                                               | Landtag   | GRÜNE        | Baden-Württemberg      |
| Volker Bouffier                                            | Landtag   | CDU          | Hessen                 |
| Rainer Bovermann                                           | Landtag   | SPD          | Nordrhein-Westfalen    |
| Hans-Josef Bracht                                          | Landtag   | CDU          | Rheinland-Pfalz        |
| Norbert Brackmann                                          | Bundestag | CDU          | Schleswig-Holstein     |
| Klaus Brähmig                                              | Bundestag | CDU          | Sachsen                |
| Gabriele Brakebusch                                        | Landtag   | CDU          | Sachsen-Anhalt         |
| Michael Brand                                              | Bundestag | CDU          | Hessen                 |
| Reinhard Brandl                                            | Bundestag | CSU          | Bayern                 |
| Helmut Brandt                                              | Bundestag | CDU          | Nordrhein-Westfalen    |
| Franziska Brantner                                         | Bundestag | GRÜNE        | Baden-Württemberg      |
| Willi Brase                                                | Bundestag | SPD          | Nordrhein-Westfalen    |
| Ralf Brauksiepe                                            | Bundestag | CDU          | Nordrhein-Westfalen    |
| Bernhard Braun                                             | Landtag   | GRÜNE        | Rheinland-Pfalz        |
| Helge Braun                                                | Bundestag | CDU          | Hessen                 |
| Heike Brehmer                                              | Bundestag | CDU          | Sachsen-Anhalt         |
| Georg-Ludwig von Breitenbuch                               | Landtag   | CDU          | Sachsen                |
| Sebastian Brendel                                          | Landtag   | SPD          | Brandenburg            |
| Gudrun Brendel-Fischer                                     | Landtag   | CSU          | Bayern                 |
| Leni Breymaier                                             | Landtag   | SPD          | Baden-Württemberg      |
| Ralph Brinkhaus                                            | Bundestag | CDU          | Nordrhein-Westfalen    |
| Elmar Brok                                                 | Landtag   | CDU          | Nordrhein-Westfalen    |
| Jörg Brückner                                              | Landtag   | CDU          | Sachsen                |
| Agnieszka Brugger                                          | Bundestag | GRÜNE        | Baden-Württemberg      |
| Helmut Brunner                                             | Landtag   | CSU          | Bayern                 |
| Karl-Heinz Brunner                                         | Bundestag | SPD          | Bayern                 |
| Christine Buchholz                                         | Bundestag | DIE LINKE    | Hessen                 |
| Christina Bührmann                                         | Landtag   | SPD          | Niedersachsen          |
| Birke Bull                                                 | Landtag   | DIE LINKE    | Sachsen-Anhalt         |
| Eva Bulling-Schröter                                       | Bundestag | DIE LINKE    | Bayern                 |
| Edelgard Bulmahn                                           | Bundestag | SPD          | Niedersachsen          |
| Marco Bülow                                                | Bundestag | SPD          | Nordrhein-Westfalen    |
| Klaus Burger                                               | Landtag   | CDU          | Baden-Württemberg      |
| Martin Burkert                                             | Bundestag | SPD          | Bayern                 |
| Oskar Burkert                                              | Landtag   | CDU          | Nordrhein-Westfalen    |
| Bernd Busemann                                             | Landtag   | CDU          | Niedersachsen          |
| Heinz Buss                                                 | Landtag   | SPD          | Niedersachsen          |
| Christoph Butterwegge                                      | Landtag   | DIE LINKE    | Sachsen                |
| Matthias Büttner                                           | Landtag   | AfD          | Sachsen-Anhalt         |
| Cajus Julius Caesar                                        | Bundestag | CDU          | Nordrhein-Westfalen    |
| Lorenz Caffier                                             | Landtag   | CDU          | Mecklenburg-Vorpommern |
| Christian Calderone                                        | Landtag   | CDU          | Niedersachsen          |
| Barbara Cárdenas                                           | Landtag   | DIE LINKE    | Hessen                 |
| Christian Carius                                           | Landtag   | CDU          | Thüringen              |
| Heike Carstensen                                           | Landtag   | SPD          | Mecklenburg-Vorpommern |
| Reinhard Sager (Ersatzmitglied für Peter Harry Carstensen) | Landtag   | CDU          | Schleswig-Holstein     |
| Lars Castellucci                                           | Bundestag | SPD          | Baden-Württemberg      |
| Kerstin Celina                                             | Landtag   | GRÜNE        | Bayern                 |
| Roland Claus                                               | Bundestag | DIE LINKE    | Sachsen-Anhalt         |
| Peter Clausen                                              | Landtag   | SPD          | Nordrhein-Westfalen    |
| Thomas Colditz                                             | Landtag   | CDU          | Sachsen                |
| Gitta Connemann                                            | Bundestag | CDU          | Niedersachsen          |
| Frederick Cordes                                           | Landtag   | SPD          | Nordrhein-Westfalen    |
| Jürgen Coße                                                | Bundestag | SPD          | Nordrhein-Westfalen    |
| Petra Crone                                                | Bundestag | SPD          | Nordrhein-Westfalen    |
| Mario Czaja                                                | Landtag   | CDU          | Berlin                 |
| Sebastian Czaja                                            | Landtag   | FDP          | Berlin                 |
| Sevim Dağdelen                                             | Bundestag | DIE LINKE    | Nordrhein-Westfalen    |
| Bernhard Daldrup                                           | Bundestag | SPD          | Nordrhein-Westfalen    |
| Astrid Damerow                                             | Landtag   | CDU          | Schleswig-Holstein     |
| Gesine Dannenberg                                          | Landtag   | DIE LINKE    | Brandenburg            |
| Diether Dehm                                               | Bundestag | DIE LINKE    | Niedersachsen          |
| Ekin Deligöz                                               | Bundestag | GRÜNE        | Bayern                 |
| Renan Demirkan                                             | Landtag   | SPD          | Nordrhein-Westfalen    |
| Frank Deppe                                                | Landtag   | DIE LINKE    | Hessen                 |
| Rainer Deppe                                               | Landtag   | CDU          | Nordrhein-Westfalen    |
| Daniela De Ridder                                          | Bundestag | SPD          | Niedersachsen          |
| Petra Dettenhöfer                                          | Landtag   | CSU          | Bayern                 |
| Sandra Detzer                                              | Landtag   | GRÜNE        | Baden-Württemberg      |
| Antje von Dewitz                                           | Landtag   | GRÜNE        | Baden-Württemberg      |
| Karamba Diaby                                              | Bundestag | SPD          | Sachsen-Anhalt         |
| Eberhard Diepgen                                           | Landtag   | CDU          | Berlin                 |
| Klaus Dietz                                                | Landtag   | CDU          | Hessen                 |
| Birgit Diezel                                              | Landtag   | CDU          | Thüringen              |
| Alexandra Dinges-Dierig                                    | Bundestag | CDU          | Schleswig-Holstein     |
| Sabine Dittmar                                             | Bundestag | SPD          | Bayern                 |
| Alexander Dobrindt                                         | Bundestag | CSU          | Bayern                 |
| Andrea Dombois                                             | Landtag   | CDU          | Sachsen                |
| Dieter Dombrowski                                          | Landtag   | CDU          | Brandenburg            |
| Michael Donth                                              | Bundestag | CDU          | Baden-Württemberg      |
| Thomas Dörflinger                                          | Bundestag | CDU          | Baden-Württemberg      |
| Thomas Dörflinger                                          | Landtag   | CDU          | Baden-Württemberg      |
| Martin Dörmann                                             | Bundestag | SPD          | Nordrhein-Westfalen    |
| Katja Dörner                                               | Bundestag | GRÜNE        | Nordrhein-Westfalen    |
| Marie-Luise Dött                                           | Bundestag | CDU          | Nordrhein-Westfalen    |
| Andreas Dressel                                            | Landtag   | SPD          | Hamburg                |
| Malu Dreyer                                                | Landtag   | SPD          | Rheinland-Pfalz        |
| Elvira Drobinski-Weiß                                      | Bundestag | SPD          | Baden-Württemberg      |
| Wilhelm Droste                                             | Landtag   | CDU          | Nordrhein-Westfalen    |
| Garrelt Duin                                               | Landtag   | SPD          | Nordrhein-Westfalen    |
| Martin Dulig                                               | Landtag   | SPD          | Sachsen                |
| Christian Dürr                                             | Landtag   | FDP          | Niedersachsen          |
| Hansjörg Durz                                              | Bundestag | CSU          | Bayern                 |
| Iris Eberl                                                 | Bundestag | CSU          | Bayern                 |
| Harald Ebner                                               | Bundestag | GRÜNE        | Baden-Württemberg      |
| Jutta Eckenbach                                            | Bundestag | CDU          | Nordrhein-Westfalen    |
| Siegmund Ehrmann                                           | Bundestag | SPD          | Nordrhein-Westfalen    |
| Ute Eiling-Hütig                                           | Landtag   | CSU          | Bayern                 |
| Peter Enders                                               | Landtag   | CDU          | Rheinland-Pfalz        |
| Michaela Engelmeier-Heite                                  | Bundestag | SPD          | Nordrhein-Westfalen    |
| Stefan Engstfeld                                           | Landtag   | GRÜNE        | Nordrhein-Westfalen    |
| Konrad Epple                                               | Landtag   | CDU          | Baden-Württemberg      |
| Rüdiger Erben                                              | Landtag   | SPD          | Sachsen-Anhalt         |
| Gernot Erler                                               | Bundestag | SPD          | Baden-Württemberg      |
| Klaus Ernst                                                | Bundestag | DIE LINKE    | Bayern                 |
| Petra Ernstberger                                          | Bundestag | SPD          | Bayern                 |
| Saskia Esken                                               | Bundestag | SPD          | Baden-Württemberg      |
| Karin Evers-Meyer                                          | Bundestag | SPD          | Niedersachsen          |
| Bernd Fabritius                                            | Bundestag | CSU          | Bayern                 |
| Nancy Faeser                                               | Landtag   | SPD          | Hessen                 |
| Marcel Falk                                                | Landtag   | DIE LINKE    | Mecklenburg-Vorpommern |
| Hermann Färber                                             | Bundestag | CDU          | Baden-Württemberg      |
| Johannes Fechner                                           | Bundestag | SPD          | Baden-Württemberg      |
| Katharina Fegebank                                         | Landtag   | GRÜNE        | Hamburg                |
| Franz Fehrenbach                                           | Landtag   | GRÜNE        | Baden-Württemberg      |
| Uwe Feiler                                                 | Bundestag | CDU          | Brandenburg            |
| Thomas Feist                                               | Bundestag | CDU          | Sachsen                |
| Sylvia Felder                                              | Landtag   | CDU          | Baden-Württemberg      |
| Anne Feldmann                                              | Landtag   | SPD          | Nordrhein-Westfalen    |
| Fritz Felgentreu                                           | Bundestag | SPD          | Berlin                 |
| Enak Ferlemann                                             | Bundestag | CDU          | Niedersachsen          |
| Thomas de Jesus Fernandes                                  | Landtag   | AfD          | Mecklenburg-Vorpommern |
| Elke Ferner                                                | Bundestag | SPD          | Saarland               |
| Veronica Ferres                                            | Landtag   | CDU          | Nordrhein-Westfalen    |
| Ute Finckh-Krämer                                          | Bundestag | SPD          | Berlin                 |
| Ingrid Fischbach                                           | Bundestag | CDU          | Nordrhein-Westfalen    |
| Dirk Fischer                                               | Bundestag | CDU          | Hamburg                |
| Maria Flachsbarth                                          | Bundestag | CDU          | Niedersachsen          |
| Christian Flisek                                           | Bundestag | SPD          | Bayern                 |
| Klaus-Peter Flosbach                                       | Bundestag | CDU          | Nordrhein-Westfalen    |
| Gabriele Fograscher                                        | Bundestag | SPD          | Bayern                 |
| Helmut Fokkena                                             | Landtag   | SPD          | Niedersachsen          |
| Stefan Förster                                             | Landtag   | FDP          | Berlin                 |
| Edgar Franke                                               | Bundestag | SPD          | Hessen                 |
| Uwe Frankenberger                                          | Landtag   | SPD          | Hessen                 |
| Ulrich Freese                                              | Bundestag | SPD          | Brandenburg            |
| Wolfgang Freese                                            | Landtag   | GRÜNE        | Brandenburg            |
| Thorsten Frei                                              | Bundestag | CDU          | Baden-Württemberg      |
| Dagmar Freitag                                             | Bundestag | SPD          | Nordrhein-Westfalen    |
| Karl Freller                                               | Landtag   | CSU          | Bayern                 |
| Astrid Freudenstein                                        | Bundestag | CSU          | Bayern                 |
| Hans-Peter Friedrich                                       | Bundestag | CSU          | Bayern                 |
| Michael Frieser                                            | Bundestag | CSU          | Bayern                 |
| Michael Frisch                                             | Landtag   | AfD          | Rheinland-Pfalz        |
| Michael Fuchs                                              | Bundestag | CDU          | Rheinland-Pfalz        |
| Hans-Joachim Fuchtel                                       | Bundestag | CDU          | Baden-Württemberg      |
| Alexander Fuhr                                             | Landtag   | SPD          | Rheinland-Pfalz        |
| Stefan Fulst-Blei                                          | Landtag   | SPD          | Baden-Württemberg      |
| Alexander Funk                                             | Bundestag | CDU          | Saarland               |
| Sigmar Gabriel                                             | Bundestag | SPD          | Niedersachsen          |
| Ingo Gädechens                                             | Bundestag | CDU          | Schleswig-Holstein     |
| Thomas Gambke                                              | Bundestag | GRÜNE        | Bayern                 |
| Matthias Gastel                                            | Bundestag | GRÜNE        | Baden-Württemberg      |
| Ursula Gather                                              | Landtag   | SPD          | Nordrhein-Westfalen    |
| Alexander Gauland                                          | Landtag   | AfD          | Brandenburg            |
| Yvonne Gebauer                                             | Landtag   | FDP          | Nordrhein-Westfalen    |
| Rico Gebhardt                                              | Landtag   | DIE LINKE    | Sachsen                |
| Thomas Gebhart                                             | Bundestag | CDU          | Rheinland-Pfalz        |
| Angela Geermann                                            | Landtag   | SPD          | Bremen                 |
| Wolfgang Gehrcke                                           | Bundestag | DIE LINKE    | Hessen                 |
| Kai Gehring                                                | Bundestag | GRÜNE        | Nordrhein-Westfalen    |
| Thomas Gehring                                             | Landtag   | GRÜNE        | Bayern                 |
| Manfred Geis                                               | Landtag   | SPD          | Rheinland-Pfalz        |
| Marion Gentges                                             | Landtag   | CDU          | Baden-Württemberg      |
| Michael Gerdes                                             | Bundestag | SPD          | Nordrhein-Westfalen    |
| Karl Gerhold                                               | Landtag   | CDU          | Sachsen-Anhalt         |
| Alois Gerig                                                | Bundestag | CDU          | Baden-Württemberg      |
| Knut Gerschau                                              | Landtag   | FDP          | Niedersachsen          |
| Martin Gerster                                             | Bundestag | SPD          | Baden-Württemberg      |
| Eberhard Gienger                                           | Bundestag | CDU          | Baden-Württemberg      |
| Cemile Giousouf                                            | Bundestag | CDU          | Nordrhein-Westfalen    |
| Albrecht Glaser                                            | Landtag   | AfD          | Sachsen                |
| Thorsten Glauber                                           | Landtag   | FREIE WÄHLER | Bayern                 |
| Iris Gleicke                                               | Bundestag | SPD          | Thüringen              |
| Angelika Glöckner                                          | Bundestag | SPD          | Rheinland-Pfalz        |
| Lisa Gnadl                                                 | Landtag   | SPD          | Hessen                 |
| Carina Gödecke                                             | Landtag   | SPD          | Nordrhein-Westfalen    |
| Nicole Gohlke                                              | Bundestag | DIE LINKE    | Bayern                 |
| Herbert Goldmann                                           | Landtag   | GRÜNE        | Nordrhein-Westfalen    |
| Diana Golze                                                | Landtag   | DIE LINKE    | Brandenburg            |
| Thomas Goppel                                              | Landtag   | CSU          | Bayern                 |
| Josef Göppel                                               | Bundestag | CSU          | Bayern                 |
| Katrin Göring-Eckardt                                      | Bundestag | GRÜNE        | Thüringen              |
| Christian Görke                                            | Landtag   | DIE LINKE    | Brandenburg            |
| Ulrike Gote                                                | Landtag   | GRÜNE        | Bayern                 |
| Ulrike Gottschalck                                         | Bundestag | SPD          | Hessen                 |
| Eva Gottstein                                              | Landtag   | FREIE WÄHLER | Bayern                 |
| Fabian Gramling                                            | Landtag   | CDU          | Baden-Württemberg      |
| Martin Grath                                               | Landtag   | GRÜNE        | Baden-Württemberg      |
| Wolfgang Grenke                                            | Landtag   | SPD          | Baden-Württemberg      |
| Kurt Gribl                                                 | Landtag   | CSU          | Bayern                 |
| Kerstin Griese                                             | Bundestag | SPD          | Nordrhein-Westfalen    |
| Christoph Grimm                                            | Landtag   | AfD          | Mecklenburg-Vorpommern |
| Bernd Grimmer                                              | Landtag   | AfD          | Baden-Württemberg      |
| Ursula Groden-Kranich                                      | Bundestag | CDU          | Rheinland-Pfalz        |
| Hermann Gröhe                                              | Bundestag | CDU          | Nordrhein-Westfalen    |
| Klaus-Dieter Gröhler                                       | Bundestag | CDU          | Berlin                 |
| Gabriele Groneberg                                         | Bundestag | SPD          | Niedersachsen          |
| Michael Groschek                                           | Landtag   | SPD          | Nordrhein-Westfalen    |
| Michael Groß                                               | Bundestag | SPD          | Nordrhein-Westfalen    |
| Michael Grosse-Brömer                                      | Bundestag | CDU          | Niedersachsen          |
| Astrid Grotelüschen                                        | Bundestag | CDU          | Niedersachsen          |
| Annette Groth                                              | Bundestag | DIE LINKE    | Baden-Württemberg      |
| Uli Grötsch                                                | Bundestag | SPD          | Bayern                 |
| Markus Grübel                                              | Bundestag | CDU          | Baden-Württemberg      |
| Gernot Gruber                                              | Landtag   | SPD          | Baden-Württemberg      |
| Manfred Grund                                              | Bundestag | CDU          | Thüringen              |
| Oliver Grundmann                                           | Bundestag | CDU          | Niedersachsen          |
| Wilfried Grunendahl                                        | Landtag   | CDU          | Nordrhein-Westfalen    |
| Monika Grütters                                            | Bundestag | CDU          | Berlin                 |
| Stefan Grüttner                                            | Landtag   | CDU          | Hessen                 |
| Martin Güll                                                | Landtag   | SPD          | Bayern                 |
| Herlind Gundelach                                          | Bundestag | CDU          | Hamburg                |
| Wolfgang Gunkel                                            | Bundestag | SPD          | Sachsen                |
| Daniel Günther                                             | Landtag   | CDU          | Schleswig-Holstein     |
| Fritz Güntzler                                             | Bundestag | CDU          | Niedersachsen          |
| Jens Guth                                                  | Landtag   | SPD          | Rheinland-Pfalz        |
| Petra Guttenberger                                         | Landtag   | CSU          | Bayern                 |
| Olav Gutting                                               | Bundestag | CDU          | Baden-Württemberg      |
| Gregor Gysi                                                | Bundestag | DIE LINKE    | Berlin                 |
| Christian Haase                                            | Bundestag | CDU          | Nordrhein-Westfalen    |
| Heike Habermann                                            | Landtag   | SPD          | Hessen                 |
| Martin Habersaat                                           | Landtag   | SPD          | Schleswig-Holstein     |
| Christine Haderthauer                                      | Landtag   | CSU          | Bayern                 |
| Petra Häffner                                              | Landtag   | GRÜNE        | Baden-Württemberg      |
| Marcel Hafke                                               | Landtag   | FDP          | Nordrhein-Westfalen    |
| Bettina Hagedorn                                           | Bundestag | SPD          | Schleswig-Holstein     |
| Manuel Hagel                                               | Landtag   | CDU          | Baden-Württemberg      |
| Rita Hagl-Kehl                                             | Bundestag | SPD          | Bayern                 |
| André Hahn                                                 | Bundestag | DIE LINKE    | Sachsen                |
| Florian Hahn                                               | Bundestag | CSU          | Bayern                 |
| Anja Hajduk                                                | Bundestag | GRÜNE        | Hamburg                |
| Rainer Hajek                                               | Bundestag | CDU          | Niedersachsen          |
| Metin Hakverdi                                             | Bundestag | SPD          | Hamburg                |
| Volkmar Halbleib                                           | Landtag   | SPD          | Bayern                 |
| Eike Hallitzky                                             | Landtag   | GRÜNE        | Bayern                 |
| Ulrich Hampel                                              | Bundestag | SPD          | Nordrhein-Westfalen    |
| Tobias Hans                                                | Landtag   | CDU          | Saarland               |
| Heike Hänsel                                               | Bundestag | DIE LINKE    | Baden-Württemberg      |
| Stephan Harbarth                                           | Bundestag | CDU          | Baden-Württemberg      |
| Jürgen Hardt                                               | Bundestag | CDU          | Nordrhein-Westfalen    |
| Lars Harms                                                 | Landtag   | SSW          | Schleswig-Holstein     |
| Ludwig Hartmann                                            | Landtag   | GRÜNE        | Bayern                 |
| Michael Hartmann                                           | Bundestag | SPD          | Rheinland-Pfalz        |
| Sebastian Hartmann                                         | Bundestag | SPD          | Nordrhein-Westfalen    |
| Reiner Haseloff                                            | Landtag   | CDU          | Sachsen-Anhalt         |
| Raimund Haser                                              | Landtag   | CDU          | Baden-Württemberg      |
| Gerda Hasselfeldt                                          | Bundestag | CSU          | Bayern                 |
| Britta Haßelmann                                           | Bundestag | GRÜNE        | Nordrhein-Westfalen    |
| Matthias Hauer                                             | Bundestag | CDU          | Nordrhein-Westfalen    |
| Mark Hauptmann                                             | Bundestag | CDU          | Thüringen              |
| Johann Häusler                                             | Landtag   | FREIE WÄHLER | Bayern                 |
| Axel Haverich                                              | Landtag   | SPD          | Niedersachsen          |
| Stefan Heck                                                | Bundestag | CDU          | Hessen                 |
| Ingrid Heckner                                             | Landtag   | CSU          | Bayern                 |
| Gerald Heere                                               | Landtag   | GRÜNE        | Niedersachsen          |
| Britta Heidemann                                           | Landtag   | FDP          | Nordrhein-Westfalen    |
| Dirk Heidenblut                                            | Bundestag | SPD          | Nordrhein-Westfalen    |
| Matthias Heider                                            | Bundestag | CDU          | Nordrhein-Westfalen    |
| Helmut Heiderich                                           | Bundestag | CDU          | Hessen                 |
| Jürgen W. Heike                                            | Landtag   | CSU          | Bayern                 |
| Hubertus Heil                                              | Bundestag | SPD          | Niedersachsen          |
| Mechthild Heil                                             | Bundestag | CDU          | Rheinland-Pfalz        |
| Rosemarie Hein                                             | Bundestag | DIE LINKE    | Sachsen-Anhalt         |
| Jan Heinisch                                               | Landtag   | CDU          | Nordrhein-Westfalen    |
| Monika Heinold                                             | Landtag   | GRÜNE        | Schleswig-Holstein     |
| Frank Heinrich                                             | Bundestag | CDU          | Sachsen                |
| Gabriela Heinrich                                          | Bundestag | SPD          | Bayern                 |
| Roland Heintze                                             | Landtag   | CDU          | Hamburg                |
| Marcus Held                                                | Bundestag | SPD          | Rheinland-Pfalz        |
| Mark Helfrich                                              | Bundestag | CDU          | Schleswig-Holstein     |
| Stefan Hell                                                | Landtag   | GRÜNE        | Baden-Württemberg      |
| Uda Heller                                                 | Bundestag | CDU          | Sachsen-Anhalt         |
| Wolfgang Hellmich                                          | Bundestag | SPD          | Nordrhein-Westfalen    |
| Jörg Hellmuth                                              | Bundestag | CDU          | Sachsen-Anhalt         |
| Anne Helm                                                  | Landtag   | DIE LINKE    | Berlin                 |
| Barbara Hendricks                                          | Bundestag | SPD          | Nordrhein-Westfalen    |
| Rudolf Henke                                               | Bundestag | CDU          | Nordrhein-Westfalen    |
| Frank Henkel                                               | Landtag   | CDU          | Berlin                 |
| Heidtrud Henn                                              | Bundestag | SPD          | Saarland               |
| Susanne Hennig-Wellsow                                     | Landtag   | DIE LINKE    | Thüringen              |
| Michael Hennrich                                           | Bundestag | CDU          | Baden-Württemberg      |
| Ute Henschel                                               | Landtag   | CDU          | Brandenburg            |
| Hendrik Hering                                             | Landtag   | SPD          | Rheinland-Pfalz        |
| Winfried Hermann                                           | Landtag   | GRÜNE        | Baden-Württemberg      |
| Hans Herold                                                | Landtag   | CSU          | Bayern                 |
| Stefan Herre                                               | Landtag   | AfD          | Baden-Württemberg      |
| Florian Herrmann                                           | Landtag   | CSU          | Bayern                 |
| Joachim Herrmann                                           | Landtag   | CSU          | Bayern                 |
| Monika Herrmann                                            | Landtag   | GRÜNE        | Berlin                 |
| Marc Herter                                                | Landtag   | SPD          | Nordrhein-Westfalen    |
| Leopold Herz                                               | Landtag   | FREIE WÄHLER | Bayern                 |
| Gustav Herzog                                              | Bundestag | SPD          | Rheinland-Pfalz        |
| Ansgar Heveling                                            | Bundestag | CDU          | Nordrhein-Westfalen    |
| Bernd-Carsten Hiebing                                      | Landtag   | CDU          | Niedersachsen          |
| Alexandra Hiersemann                                       | Landtag   | SPD          | Bayern                 |
| Reinhold Hilbers                                           | Landtag   | CDU          | Niedersachsen          |
| Oliver Hildenbrand                                         | Landtag   | GRÜNE        | Baden-Württemberg      |
| Gabriele Hiller-Ohm                                        | Bundestag | SPD          | Schleswig-Holstein     |
| Jörg Hillmer                                               | Landtag   | CDU          | Niedersachsen          |
| Rainer Hinderer                                            | Landtag   | SPD          | Baden-Württemberg      |
| Priska Hinz                                                | Landtag   | GRÜNE        | Hessen                 |
| Walter Hirche                                              | Landtag   | FDP          | Niedersachsen          |
| Christian Hirte                                            | Bundestag | CDU          | Thüringen              |
| Heribert Hirte                                             | Bundestag | CDU          | Nordrhein-Westfalen    |
| Thomas Hitschler                                           | Bundestag | SPD          | Rheinland-Pfalz        |
| Robert Hochbaum                                            | Bundestag | CDU          | Sachsen                |
| Ulli Hockenberger                                          | Landtag   | CDU          | Baden-Württemberg      |
| Alexander Hoffmann                                         | Bundestag | CSU          | Bayern                 |
| Reiner Hoffmann                                            | Landtag   | SPD          | Nordrhein-Westfalen    |
| Thorsten Hoffmann                                          | Bundestag | CDU          | Nordrhein-Westfalen    |
| Nicole Hoffmeister-Kraut                                   | Landtag   | CDU          | Baden-Württemberg      |
| Jörg Hofmann                                               | Landtag   | SPD          | Hessen                 |
| Anton Hofreiter                                            | Bundestag | GRÜNE        | Bayern                 |
| Inge Höger                                                 | Bundestag | DIE LINKE    | Nordrhein-Westfalen    |
| Eva Högl                                                   | Bundestag | SPD          | Berlin                 |
| Klaus Hoher                                                | Landtag   | FDP          | Baden-Württemberg      |
| Bärbel Höhn                                                | Bundestag | GRÜNE        | Nordrhein-Westfalen    |
| Matthias Höhn                                              | Landtag   | DIE LINKE    | Sachsen-Anhalt         |
| Alexander Hold                                             | Landtag   | FREIE WÄHLER | Bayern                 |
| Leif-Erik Holm                                             | Landtag   | AfD          | Mecklenburg-Vorpommern |
| Karl Holmeier                                              | Bundestag | CSU          | Bayern                 |
| Stephan Holthoff-Pförtner                                  | Landtag   | CDU          | Nordrhein-Westfalen    |
| Franz-Josef Holzenkamp                                     | Bundestag | CDU          | Niedersachsen          |
| Henning Höne                                               | Landtag   | FDP          | Nordrhein-Westfalen    |
| Daniel Hopp                                                | Landtag   | CDU          | Baden-Württemberg      |
| Hendrik Hoppenstedt                                        | Bundestag | CDU          | Niedersachsen          |
| Margaret Horb                                              | Bundestag | CDU          | Baden-Württemberg      |
| Bettina Hornhues                                           | Bundestag | CDU          | Bremen                 |
| Mathias Edwin Höschel                                      | Bundestag | CDU          | Nordrhein-Westfalen    |
| Gerda Hövel                                                | Landtag   | CDU          | Niedersachsen          |
| Josef Hovenjürgen                                          | Landtag   | CDU          | Nordrhein-Westfalen    |
| Inge Howe                                                  | Landtag   | SPD          | Nordrhein-Westfalen    |
| Charles M. Huber                                           | Bundestag | CDU          | Hessen                 |
| Erwin Huber                                                | Landtag   | CSU          | Bayern                 |
| Marcel Huber                                               | Landtag   | CSU          | Bayern                 |
| Martin Huber                                               | Landtag   | CSU          | Bayern                 |
| Anette Hübinger                                            | Bundestag | CDU          | Saarland               |
| Michael Hübner                                             | Landtag   | SPD          | Nordrhein-Westfalen    |
| Melanie Huml                                               | Landtag   | CSU          | Bayern                 |
| Andrej Hunko                                               | Bundestag | DIE LINKE    | Nordrhein-Westfalen    |
| Otto Hünnerkopf                                            | Landtag   | CSU          | Bayern                 |
| Thomas Hunsteger-Petermann                                 | Landtag   | CDU          | Nordrhein-Westfalen    |
| Sigrid Hupach                                              | Bundestag | DIE LINKE    | Thüringen              |
| Hubert Hüppe                                               | Bundestag | CDU          | Nordrhein-Westfalen    |
| Matthias Ilgen                                             | Bundestag | SPD          | Schleswig-Holstein     |
| Erich Irlstorfer                                           | Bundestag | CSU          | Bayern                 |
| Hans-Jürgen Irmer                                          | Landtag   | CDU          | Hessen                 |
| Eva Irrgang                                                | Landtag   | CDU          | Nordrhein-Westfalen    |
| Ralf Jäger                                                 | Landtag   | SPD          | Nordrhein-Westfalen    |
| Dieter Janecek                                             | Bundestag | GRÜNE        | Bayern                 |
| Meta Janssen-Kucz                                          | Landtag   | GRÜNE        | Niedersachsen          |
| Christina Jantz                                            | Bundestag | SPD          | Niedersachsen          |
| Bettina Jarasch                                            | Landtag   | GRÜNE        | Berlin                 |
| Thomas Jarzombek                                           | Bundestag | CDU          | Nordrhein-Westfalen    |
| Burkhard Jasper                                            | Landtag   | CDU          | Niedersachsen          |
| Ulla Jelpke                                                | Bundestag | DIE LINKE    | Nordrhein-Westfalen    |
| Lukrezia Jochimsen                                         | Landtag   | DIE LINKE    | Thüringen              |
| Oliver Jörg                                                | Landtag   | CSU          | Bayern                 |
| Wolfgang Jörg                                              | Landtag   | SPD          | Nordrhein-Westfalen    |
| Sylvia Jörrißen                                            | Bundestag | CDU          | Nordrhein-Westfalen    |
| Petra Joumaah                                              | Landtag   | CDU          | Niedersachsen          |
| Andreas Jung                                               | Bundestag | CDU          | Baden-Württemberg      |
| Franz Josef Jung                                           | Bundestag | CDU          | Hessen                 |
| Tilo Jung                                                  | Landtag   | PIRATEN      | Nordrhein-Westfalen    |
| Xaver Jung                                                 | Bundestag | CDU          | Rheinland-Pfalz        |
| Frank Junge                                                | Bundestag | SPD          | Mecklenburg-Vorpommern |
| Uwe Junge                                                  | Landtag   | AfD          | Rheinland-Pfalz        |
| Josip Juratovic                                            | Bundestag | SPD          | Baden-Württemberg      |
| Thomas Jurk                                                | Bundestag | SPD          | Sachsen                |
| Egon Jüttner                                               | Bundestag | CDU          | Baden-Württemberg      |
| Oliver Kaczmarek                                           | Bundestag | SPD          | Nordrhein-Westfalen    |
| Olaf Kahle                                                 | Landtag   | SPD          | Niedersachsen          |
| Johannes Kahrs                                             | Bundestag | SPD          | Hamburg                |
| Gabriele Kailing                                           | Landtag   | SPD          | Hessen                 |
| Klaus Kaiser                                               | Landtag   | CDU          | Nordrhein-Westfalen    |
| Bartholomäus Kalb                                          | Bundestag | CSU          | Bayern                 |
| Eka von Kalben                                             | Landtag   | GRÜNE        | Schleswig-Holstein     |
| Hans-Werner Kammer                                         | Bundestag | CDU          | Niedersachsen          |
| Christina Kampmann                                         | Landtag   | SPD          | Nordrhein-Westfalen    |
| Steffen Kanitz                                             | Bundestag | CDU          | Nordrhein-Westfalen    |
| Antje Kapek                                                | Landtag   | GRÜNE        | Berlin                 |
| Niko Kappel                                                | Landtag   | CDU          | Baden-Württemberg      |
| Ralf Kapschack                                             | Bundestag | SPD          | Nordrhein-Westfalen    |
| Susanna Karawanskij                                        | Bundestag | DIE LINKE    | Sachsen                |
| Alois Karl                                                 | Bundestag | CSU          | Bayern                 |
| Anja Karliczek                                             | Bundestag | CDU          | Nordrhein-Westfalen    |
| Norbert Kartmann                                           | Landtag   | CDU          | Hessen                 |
| Kerstin Kassner                                            | Bundestag | DIE LINKE    | Mecklenburg-Vorpommern |
| Jörg Kastendiek                                            | Landtag   | CDU          | Bremen                 |
| Bernhard Kaster                                            | Bundestag | CDU          | Rheinland-Pfalz        |
| Gabriele Katzmarek                                         | Bundestag | SPD          | Baden-Württemberg      |
| Volker Kauder                                              | Bundestag | CDU          | Baden-Württemberg      |
| Stefan Kaufmann                                            | Bundestag | CDU          | Baden-Württemberg      |
| Carolin Kebekus                                            | Landtag   | GRÜNE        | Nordrhein-Westfalen    |
| Jürgen Keck                                                | Landtag   | FDP          | Baden-Württemberg      |
| Ronald Keiler (alias Roland Kaiser)                        | Landtag   | SPD          | Mecklenburg-Vorpommern |
| Uwe Kekeritz                                               | Bundestag | GRÜNE        | Bayern                 |
| Ulrich Kelber                                              | Bundestag | SPD          | Nordrhein-Westfalen    |
| Michael Kellner                                            | Landtag   | GRÜNE        | Niedersachsen          |
| Hape Kerkeling                                             | Landtag   | CDU          | Nordrhein-Westfalen    |
| Marina Kermer                                              | Bundestag | SPD          | Sachsen-Anhalt         |
| Walter Kern                                                | Landtag   | CDU          | Nordrhein-Westfalen    |
| Katja Keul                                                 | Bundestag | GRÜNE        | Niedersachsen          |
| Roderich Kiesewetter                                       | Bundestag | CDU          | Baden-Württemberg      |
| Sven-Christian Kindler                                     | Bundestag | GRÜNE        | Niedersachsen          |
| Georg Kippels                                              | Bundestag | CDU          | Nordrhein-Westfalen    |
| Katja Kipping                                              | Bundestag | DIE LINKE    | Sachsen                |
| Oliver Kirchner                                            | Landtag   | AfD          | Sachsen-Anhalt         |
| Wolfgang Thierse (nachgerückt für Susanne Kitschun)        | Landtag   | SPD          | Berlin                 |
| Cansel Kiziltepe                                           | Bundestag | SPD          | Berlin                 |
| Arno Klare                                                 | Bundestag | SPD          | Nordrhein-Westfalen    |
| Horst Klee                                                 | Landtag   | CDU          | Hessen                 |
| Hugo Klein                                                 | Landtag   | CDU          | Hessen                 |
| Volkmar Klein                                              | Bundestag | CDU          | Nordrhein-Westfalen    |
| Maria Klein-Schmeink                                       | Bundestag | GRÜNE        | Nordrhein-Westfalen    |
| Jürgen Klimke                                              | Bundestag | CDU          | Hamburg                |
| Lars Klingbeil                                             | Bundestag | SPD          | Niedersachsen          |
| Julia Klöckner                                             | Landtag   | CDU          | Rheinland-Pfalz        |
| Kai Klose                                                  | Landtag   | GRÜNE        | Hessen                 |
| Stefanie Kloß                                              | Landtag   | SPD          | Sachsen                |
| Tosca Kniese                                               | Landtag   | AfD          | Thüringen              |
| Oliver Knöbel (alias Olivia Jones)                         | Landtag   | GRÜNE        | Niedersachsen          |
| Axel Knoerig                                               | Bundestag | CDU          | Niedersachsen          |
| Roland Koch                                                | Landtag   | CDU          | Hessen                 |
| Tobias Koch                                                | Landtag   | CDU          | Schleswig-Holstein     |
| Kerstin Köditz                                             | Landtag   | DIE LINKE    | Sachsen                |
| Tom Koenigs                                                | Bundestag | GRÜNE        | Hessen                 |
| Jens Koeppen                                               | Bundestag | CDU          | Brandenburg            |
| Bärbel Kofler                                              | Bundestag | SPD          | Bayern                 |
| Natascha Kohnen                                            | Landtag   | SPD          | Bayern                 |
| Daniela Kolbe                                              | Bundestag | SPD          | Sachsen                |
| Birgit Kömpel                                              | Bundestag | SPD          | Hessen                 |
| Markus Koob                                                | Bundestag | CDU          | Hessen                 |
| Ernst Kopp                                                 | Landtag   | SPD          | Baden-Württemberg      |
| Regina Kopp-Herr                                           | Landtag   | SPD          | Nordrhein-Westfalen    |
| Carsten Körber                                             | Bundestag | CDU          | Sachsen                |
| Hans-Willi Körfges                                         | Landtag   | SPD          | Nordrhein-Westfalen    |
| Elvan Korkmaz                                              | Landtag   | SPD          | Nordrhein-Westfalen    |
| Jan Korte                                                  | Bundestag | DIE LINKE    | Sachsen-Anhalt         |
| Hartmut Koschyk                                            | Bundestag | CSU          | Bayern                 |
| Sylvia Kotting-Uhl                                         | Bundestag | GRÜNE        | Baden-Württemberg      |
| Kordula Kovac                                              | Bundestag | CDU          | Baden-Württemberg      |
| Hannelore Kraft                                            | Landtag   | SPD          | Nordrhein-Westfalen    |
| Anette Kramme                                              | Bundestag | SPD          | Bayern                 |
| Annegret Kramp-Karrenbauer                                 | Landtag   | CDU          | Saarland               |
| Herbert Kränzlein                                          | Landtag   | SPD          | Bayern                 |
| Raul Krauthausen                                           | Landtag   | PIRATEN      | Nordrhein-Westfalen    |
| Jutta Krellmann                                            | Bundestag | DIE LINKE    | Niedersachsen          |
| Winfried Kretschmann                                       | Landtag   | GRÜNE        | Baden-Württemberg      |
| Michael Kretschmer                                         | Bundestag | CDU          | Sachsen                |
| Thomas Kreuzer                                             | Landtag   | CSU          | Bayern                 |
| Gunther Krichbaum                                          | Bundestag | CDU          | Baden-Württemberg      |
| Manfred Krick                                              | Landtag   | SPD          | Nordrhein-Westfalen    |
| Günter Krings                                              | Bundestag | CDU          | Nordrhein-Westfalen    |
| Oliver Krischer                                            | Bundestag | GRÜNE        | Nordrhein-Westfalen    |
| Bernd Krückel                                              | Landtag   | CDU          | Nordrhein-Westfalen    |
| Hans-Ulrich Krüger                                         | Bundestag | SPD          | Nordrhein-Westfalen    |
| Thomas Krüger                                              | Landtag   | SPD          | Mecklenburg-Vorpommern |
| Rüdiger Kruse                                              | Bundestag | CDU          | Hamburg                |
| Wolfgang Kubicki                                           | Landtag   | FDP          | Schleswig-Holstein     |
| Christiane Küchenhof                                       | Landtag   | SPD          | Schleswig-Holstein     |
| Bettina Kudla                                              | Bundestag | CDU          | Sachsen                |
| Thomas Kufen                                               | Landtag   | CDU          | Nordrhein-Westfalen    |
| Hermann Kuhn                                               | Landtag   | GRÜNE        | Bremen                 |
| Christian Kühn                                             | Bundestag | GRÜNE        | Baden-Württemberg      |
| Stephan Kühn                                               | Bundestag | GRÜNE        | Sachsen                |
| Helga Kühn-Mengel                                          | Bundestag | SPD          | Nordrhein-Westfalen    |
| Roy Kühne                                                  | Bundestag | CDU          | Niedersachsen          |
| Eva Kühne-Hörmann                                          | Landtag   | CDU          | Hessen                 |
| Ines Kummer                                                | Landtag   | GRÜNE        | Sachsen                |
| Renate Künast                                              | Bundestag | GRÜNE        | Berlin                 |
| Katrin Kunert                                              | Bundestag | DIE LINKE    | Sachsen-Anhalt         |
| André Kuper                                                | Landtag   | CDU          | Nordrhein-Westfalen    |
| Frank Kupfer                                               | Landtag   | CDU          | Sachsen                |
| Annette Kurschus                                           | Landtag   | SPD          | Nordrhein-Westfalen    |
| Markus Kurth                                               | Bundestag | GRÜNE        | Nordrhein-Westfalen    |
| Markus Kurze                                               | Landtag   | CDU          | Sachsen-Anhalt         |
| Thomas Kutschaty                                           | Landtag   | SPD          | Nordrhein-Westfalen    |
| Günter Lach                                                | Bundestag | CDU          | Niedersachsen          |
| Klaus Laepple                                              | Landtag   | CDU          | Nordrhein-Westfalen    |
| Oskar Lafontaine                                           | Landtag   | DIE LINKE    | Saarland               |
| Uwe Lagosky                                                | Bundestag | CDU          | Niedersachsen          |
| Christine Lambrecht                                        | Bundestag | SPD          | Hessen                 |
| Karl A. Lamers                                             | Bundestag | CDU          | Baden-Württemberg      |
| Andreas Lämmel                                             | Bundestag | CDU          | Sachsen                |
| Norbert Lammert                                            | Bundestag | CDU          | Nordrhein-Westfalen    |
| Katharina Landgraf                                         | Bundestag | CDU          | Sachsen                |
| Christian Lange                                            | Bundestag | SPD          | Baden-Württemberg      |
| Ulrich Lange                                               | Bundestag | CSU          | Bayern                 |
| Shermin Langhoff                                           | Landtag   | GRÜNE        | Berlin                 |
| Judith Lannert                                             | Landtag   | CDU          | Hessen                 |
| Barbara Lanzinger                                          | Bundestag | CSU          | Bayern                 |
| Armin Laschet                                              | Landtag   | CDU          | Nordrhein-Westfalen    |
| Mojib Latif                                                | Landtag   | GRÜNE        | Schleswig-Holstein     |
| Karl-Josef Laumann                                         | Landtag   | CDU          | Nordrhein-Westfalen    |
| Silke Launert                                              | Bundestag | CSU          | Bayern                 |
| Karl Lauterbach                                            | Bundestag | SPD          | Nordrhein-Westfalen    |
| Caren Lay                                                  | Bundestag | DIE LINKE    | Sachsen                |
| Monika Lazar                                               | Bundestag | GRÜNE        | Sachsen                |
| Sebastian Lechner                                          | Landtag   | CDU          | Niedersachsen          |
| Daniel Lede Abal                                           | Landtag   | GRÜNE        | Baden-Württemberg      |
| Sven Lehmann                                               | Landtag   | GRÜNE        | Nordrhein-Westfalen    |
| Sylvia Lehmann                                             | Landtag   | SPD          | Brandenburg            |
| Ulrike Lehmann-Wandschneider                               | Landtag   | SPD          | Mecklenburg-Vorpommern |
| Paul Lehrieder                                             | Bundestag | CSU          | Bayern                 |
| Sabine Leidig                                              | Bundestag | DIE LINKE    | Hessen                 |
| Katja Leikert                                              | Bundestag | CDU          | Hessen                 |
| Steffi Lemke                                               | Bundestag | GRÜNE        | Sachsen-Anhalt         |
| Steffen-Claudio Lemme                                      | Bundestag | SPD          | Thüringen              |
| Philipp Lengsfeld                                          | Bundestag | CDU          | Berlin                 |
| Ralph Lenkert                                              | Bundestag | DIE LINKE    | Thüringen              |
| Andreas Lenz                                               | Bundestag | CSU          | Bayern                 |
| Melanie Leonhard                                           | Landtag   | SPD          | Hamburg                |
| Philipp Graf von und zu Lerchenfeld                        | Bundestag | CSU          | Bayern                 |
| Franz-Josef Lersch-Mense                                   | Landtag   | SPD          | Nordrhein-Westfalen    |
| Michael Leutert                                            | Bundestag | DIE LINKE    | Sachsen                |
| Roger Lewentz                                              | Landtag   | SPD          | Rheinland-Pfalz        |
| Ursula von der Leyen                                       | Bundestag | CDU          | Niedersachsen          |
| Antje Lezius                                               | Bundestag | CDU          | Rheinland-Pfalz        |
| Alexander Licht                                            | Landtag   | CDU          | Rheinland-Pfalz        |
| Christine Lieberknecht                                     | Landtag   | CDU          | Thüringen              |
| Stefan Liebich                                             | Bundestag | DIE LINKE    | Berlin                 |
| Ingbert Liebing                                            | Bundestag | CDU          | Schleswig-Holstein     |
| Lutz Lienenkämper                                          | Landtag   | CDU          | Nordrhein-Westfalen    |
| Julia Lier                                                 | Landtag   | CDU          | Sachsen-Anhalt         |
| Matthias Lietz                                             | Bundestag | CDU          | Mecklenburg-Vorpommern |
| Gunnar Lindemann                                           | Landtag   | AfD          | Berlin                 |
| Andrea Lindholz                                            | Bundestag | CSU          | Bayern                 |
| Christian Lindner                                          | Landtag   | FDP          | Nordrhein-Westfalen    |
| Tobias Lindner                                             | Bundestag | GRÜNE        | Rheinland-Pfalz        |
| Carsten Linnemann                                          | Bundestag | CDU          | Nordrhein-Westfalen    |
| Patricia Lips                                              | Bundestag | CDU          | Hessen                 |
| Burkhard Lischka                                           | Bundestag | SPD          | Sachsen-Anhalt         |
| Jan Löffler                                                | Landtag   | CDU          | Sachsen                |
| Sylvia Löhrmann                                            | Landtag   | GRÜNE        | Nordrhein-Westfalen    |
| Eva Lohse                                                  | Landtag   | CDU          | Rheinland-Pfalz        |
| Editha Lorberg                                             | Landtag   | CDU          | Niedersachsen          |
| Siegfried Lorek                                            | Landtag   | CDU          | Baden-Württemberg      |
| Wilfried Lorenz                                            | Bundestag | CDU          | Niedersachsen          |
| Frank Lortz                                                | Landtag   | CDU          | Hessen                 |
| Gabriele Lösekrug-Möller                                   | Bundestag | SPD          | Niedersachsen          |
| Barbara Loth                                               | Landtag   | SPD          | Berlin                 |
| Andreas Lotte                                              | Landtag   | SPD          | Bayern                 |
| Hiltrud Lotze                                              | Bundestag | SPD          | Niedersachsen          |
| Gesine Lötzsch                                             | Bundestag | DIE LINKE    | Berlin                 |
| Joachim Löw                                                | Landtag   | GRÜNE        | Baden-Württemberg      |
| Claudia Lücking-Michel                                     | Bundestag | CDU          | Nordrhein-Westfalen    |
| Jan-Marco Luczak                                           | Bundestag | CDU          | Berlin                 |
| Cornelia Lüddemann                                         | Landtag   | GRÜNE        | Sachsen-Anhalt         |
| Nadja Lüders                                               | Landtag   | SPD          | Nordrhein-Westfalen    |
| Barbara Ludwig                                             | Landtag   | SPD          | Sachsen                |
| Daniela Ludwig                                             | Bundestag | CSU          | Bayern                 |
| Simone Luedtke                                             | Landtag   | DIE LINKE    | Sachsen                |
| Kirsten Lühmann                                            | Bundestag | SPD          | Niedersachsen          |
| Marc Lürbke                                                | Landtag   | FDP          | Nordrhein-Westfalen    |
| Thomas Lutze                                               | Bundestag | DIE LINKE    | Saarland               |
| Karin Maag                                                 | Bundestag | CDU          | Baden-Württemberg      |
| Heiko Maas                                                 | Landtag   | SPD          | Saarland               |
| Winfried Mack                                              | Landtag   | CDU          | Baden-Württemberg      |
| Peter Maffay                                               | Landtag   | SPD          | Saarland               |
| Yvonne Magwas                                              | Bundestag | CDU          | Sachsen                |
| Thomas Mahlberg                                            | Bundestag | CDU          | Nordrhein-Westfalen    |
| Erika Maier                                                | Landtag   | DIE LINKE    | Berlin                 |
| Nicole Maisch                                              | Bundestag | GRÜNE        | Hessen                 |
| Thomas de Maizière                                         | Bundestag | CDU          | Sachsen                |
| Birgit Malecha-Nissen                                      | Bundestag | SPD          | Schleswig-Holstein     |
| Gisela Manderla                                            | Bundestag | CDU          | Nordrhein-Westfalen    |
| Stefan Mappus                                              | Landtag   | CDU          | Baden-Württemberg      |
| Caren Marks                                                | Bundestag | SPD          | Niedersachsen          |
| Helmut Markwort                                            | Landtag   | FDP          | Baden-Württemberg      |
| Matern von Marschall                                       | Bundestag | CDU          | Baden-Württemberg      |
| Michele Marsching                                          | Landtag   | PIRATEN      | Nordrhein-Westfalen    |
| Hans-Georg von der Marwitz                                 | Bundestag | CDU          | Brandenburg            |
| Katja Mast                                                 | Bundestag | SPD          | Baden-Württemberg      |
| Andreas Mattfeldt                                          | Bundestag | CDU          | Niedersachsen          |
| Hilde Mattheis                                             | Bundestag | SPD          | Baden-Württemberg      |
| Stephan Mayer                                              | Bundestag | CSU          | Bayern                 |
| David McAllister                                           | Landtag   | CDU          | Niedersachsen          |
| Josef Mederer                                              | Landtag   | CSU          | Bayern                 |
| Norbert Meesters                                           | Landtag   | SPD          | Nordrhein-Westfalen    |
| Reiner Meier                                               | Bundestag | CSU          | Bayern                 |
| Klaus Meiser                                               | Landtag   | CDU          | Saarland               |
| Michael Meister                                            | Bundestag | CDU          | Hessen                 |
| Peter Meiwald                                              | Bundestag | GRÜNE        | Niedersachsen          |
| Birgit Menz                                                | Bundestag | DIE LINKE    | Bremen                 |
| Beate Merk                                                 | Landtag   | CSU          | Bayern                 |
| Angela Merkel                                              | Bundestag | CDU          | Mecklenburg-Vorpommern |
| Friedrich Merz                                             | Landtag   | CDU          | Nordrhein-Westfalen    |
| Gerhard Merz                                               | Landtag   | SPD          | Hessen                 |
| Heiner Merz                                                | Landtag   | AfD          | Baden-Württemberg      |
| Jan Metzler                                                | Bundestag | CDU          | Rheinland-Pfalz        |
| Elfriede Meurer                                            | Landtag   | CDU          | Rheinland-Pfalz        |
| Jörg Meuthen                                               | Landtag   | AfD          | Baden-Württemberg      |
| Friederike Mey                                             | Landtag   | PIRATEN      | Schleswig-Holstein     |
| Maria Michalk                                              | Bundestag | CDU          | Sachsen                |
| Jens Michel                                                | Landtag   | CDU          | Sachsen                |
| Hans Michelbach                                            | Bundestag | CSU          | Bayern                 |
| Mathias Middelberg                                         | Bundestag | CDU          | Niedersachsen          |
| Claudia Middendorf                                         | Landtag   | CDU          | Nordrhein-Westfalen    |
| Serpil Midyatli                                            | Landtag   | SPD          | Schleswig-Holstein     |
| Matthias Miersch                                           | Bundestag | SPD          | Niedersachsen          |
| Irene Mihalic                                              | Bundestag | GRÜNE        | Nordrhein-Westfalen    |
| Georg Milbradt                                             | Landtag   | CDU          | Sachsen                |
| Mariele Millowitsch                                        | Landtag   | SPD          | Nordrhein-Westfalen    |
| Klaus Mindrup                                              | Bundestag | SPD          | Berlin                 |
| Susanne Mittag                                             | Bundestag | SPD          | Niedersachsen          |
| Willi Mittelstädt                                          | Landtag   | AfD          | Sachsen-Anhalt         |
| Johanne Modder                                             | Landtag   | SPD          | Niedersachsen          |
| Mike Mohring                                               | Landtag   | CDU          | Thüringen              |
| Cornelia Möhring                                           | Bundestag | DIE LINKE    | Schleswig-Holstein     |
| Dietrich Monstadt                                          | Bundestag | CDU          | Mecklenburg-Vorpommern |
| Ina Morgenroth                                             | Landtag   | SPD          | Hamburg                |
| Karsten Möring                                             | Bundestag | CDU          | Nordrhein-Westfalen    |
| Marlene Mortler                                            | Bundestag | CSU          | Bayern                 |
| Volker Mosblech                                            | Bundestag | CDU          | Nordrhein-Westfalen    |
| Heinrich Möschel                                           | Landtag   | GRÜNE        | Bayern                 |
| Mehrdad Mostofizadeh                                       | Landtag   | GRÜNE        | Nordrhein-Westfalen    |
| Elisabeth Motschmann                                       | Bundestag | CDU          | Bremen                 |
| Niema Movassat                                             | Bundestag | DIE LINKE    | Nordrhein-Westfalen    |
| Bettina Müller                                             | Bundestag | SPD          | Hessen                 |
| Carsten Müller                                             | Bundestag | CDU          | Niedersachsen          |
| Detlef Müller                                              | Bundestag | SPD          | Sachsen                |
| Emilia Müller                                              | Landtag   | CSU          | Bayern                 |
| Gerd Müller                                                | Bundestag | CSU          | Bayern                 |
| Michael Müller                                             | Landtag   | SPD          | Berlin                 |
| Norbert Müller                                             | Bundestag | DIE LINKE    | Brandenburg            |
| Ruth Müller                                                | Landtag   | SPD          | Bayern                 |
| Stefan Müller                                              | Bundestag | CSU          | Bayern                 |
| Volker Müller                                              | Landtag   | FDP          | Niedersachsen          |
| Werner Müller                                              | Landtag   | SPD          | Nordrhein-Westfalen    |
| Beate Müller-Gemmeke                                       | Bundestag | GRÜNE        | Baden-Württemberg      |
| Elisabeth Müller-Witt                                      | Landtag   | SPD          | Nordrhein-Westfalen    |
| Franz Müntefering                                          | Landtag   | SPD          | Nordrhein-Westfalen    |
| Michelle Müntefering                                       | Bundestag | SPD          | Nordrhein-Westfalen    |
| Petra Münzel                                               | Landtag   | GRÜNE        | Bayern                 |
| Philipp Murmann                                            | Bundestag | CDU          | Schleswig-Holstein     |
| Dietmar Muscheid                                           | Landtag   | SPD          | Rheinland-Pfalz        |
| Özcan Mutlu                                                | Bundestag | GRÜNE        | Berlin                 |
| Rolf Mützenich                                             | Bundestag | SPD          | Nordrhein-Westfalen    |
| Jens Nacke                                                 | Landtag   | CDU          | Niedersachsen          |
| Eckhard Nagel                                              | Landtag   | SPD          | Nordrhein-Westfalen    |
| Andrea Nahles                                              | Bundestag | SPD          | Rheinland-Pfalz        |
| Ruth Naumann                                               | Landtag   | SPD          | Niedersachsen          |
| Alexander Neu                                              | Bundestag | DIE LINKE    | Nordrhein-Westfalen    |
| Mona Neubaur                                               | Landtag   | GRÜNE        | Nordrhein-Westfalen    |
| Reimund Neugebauer                                         | Landtag   | CDU          | Sachsen                |
| Luise Neuhaus-Wartenberg                                   | Landtag   | DIE LINKE    | Sachsen                |
| Christine Neumann                                          | Landtag   | CDU          | Baden-Württemberg      |
| Bahra Niazmand                                             | Landtag   | SPD          | Sachsen                |
| Andreas Nick                                               | Bundestag | CDU          | Rheinland-Pfalz        |
| Angelika Niebler                                           | Landtag   | CSU          | Bayern                 |
| Iris Nieland                                               | Landtag   | AfD          | Rheinland-Pfalz        |
| Dietmar Nietan                                             | Bundestag | SPD          | Nordrhein-Westfalen    |
| Stefan Nimke                                               | Landtag   | CDU          | Mecklenburg-Vorpommern |
| Ulli Nissen                                                | Bundestag | SPD          | Hessen                 |
| Katharina Nocun                                            | Landtag   | PIRATEN      | Nordrhein-Westfalen    |
| Michaela Noll                                              | Bundestag | CDU          | Nordrhein-Westfalen    |
| Thomas Nord                                                | Bundestag | DIE LINKE    | Brandenburg            |
| Hans Jürgen Noss                                           | Landtag   | SPD          | Rheinland-Pfalz        |
| Konstantin von Notz                                        | Bundestag | GRÜNE        | Schleswig-Holstein     |
| Omid Nouripour                                             | Bundestag | GRÜNE        | Hessen                 |
| Helmut Nowak                                               | Bundestag | CDU          | Nordrhein-Westfalen    |
| Thomas Nückel                                              | Landtag   | FDP          | Nordrhein-Westfalen    |
| Georg Nüßlein                                              | Bundestag | CSU          | Bayern                 |
| Wilfried Oellers                                           | Bundestag | CDU          | Nordrhein-Westfalen    |
| Frank Oesterhelweg                                         | Landtag   | CDU          | Niedersachsen          |
| Simone Oldenburg                                           | Landtag   | DIE LINKE    | Mecklenburg-Vorpommern |
| Asta von Oppen                                             | Landtag   | GRÜNE        | Niedersachsen          |
| Thomas Oppermann                                           | Bundestag | SPD          | Niedersachsen          |
| Marcus Optendrenk                                          | Landtag   | CDU          | Nordrhein-Westfalen    |
| Florian Oßner                                              | Bundestag | CSU          | Bayern                 |
| Friedrich Ostendorff                                       | Bundestag | GRÜNE        | Nordrhein-Westfalen    |
| Bernd Osterloh                                             | Landtag   | SPD          | Niedersachsen          |
| Tim Ostermann                                              | Bundestag | CDU          | Nordrhein-Westfalen    |
| Jochen Ott                                                 | Landtag   | SPD          | Nordrhein-Westfalen    |
| Henning Otte                                               | Bundestag | CDU          | Niedersachsen          |
| Cem Özdemir                                                | Bundestag | GRÜNE        | Baden-Württemberg      |
| Mahmut Özdemir                                             | Bundestag | SPD          | Nordrhein-Westfalen    |
| Aydan Özoğuz                                               | Bundestag | SPD          | Hamburg                |
| Katja Pähle                                                | Landtag   | SPD          | Sachsen-Anhalt         |
| Ingrid Pahlmann                                            | Bundestag | CDU          | Niedersachsen          |
| Thomas Axel Palka                                          | Landtag   | AfD          | Baden-Württemberg      |
| Sylvia Pantel                                              | Bundestag | CDU          | Nordrhein-Westfalen    |
| Dirk Panter                                                | Landtag   | SPD          | Sachsen                |
| Markus Paschke                                             | Bundestag | SPD          | Niedersachsen          |
| Martin Patzelt                                             | Bundestag | CDU          | Brandenburg            |
| Martin Pätzold                                             | Bundestag | CDU          | Berlin                 |
| Petra Pau                                                  | Bundestag | DIE LINKE    | Berlin                 |
| Joachim Paul                                               | Landtag   | AfD          | Rheinland-Pfalz        |
| Josefine Paul                                              | Landtag   | GRÜNE        | Nordrhein-Westfalen    |
| Elisabeth Paus                                             | Bundestag | GRÜNE        | Berlin                 |
| Georg Pazderski                                            | Landtag   | AfD          | Berlin                 |
| Matthias Penkala                                           | Landtag   | FREIE WÄHLER | Bayern                 |
| Gisela Penteker                                            | Landtag   | GRÜNE        | Niedersachsen          |
| Simone Peter                                               | Landtag   | GRÜNE        | Nordrhein-Westfalen    |
| Christian Petry                                            | Bundestag | SPD          | Saarland               |
| Frauke Petry                                               | Landtag   | AfD          | Sachsen                |
| Harald Petzold                                             | Bundestag | DIE LINKE    | Brandenburg            |
| Ulrich Petzold                                             | Bundestag | CDU          | Sachsen-Anhalt         |
| Hans-Ulrich Pfaffmann                                      | Landtag   | SPD          | Bayern                 |
| Joachim Pfeiffer                                           | Bundestag | CDU          | Baden-Württemberg      |
| Sibylle Pfeiffer                                           | Bundestag | CDU          | Hessen                 |
| Jeannine Pflugradt                                         | Bundestag | SPD          | Mecklenburg-Vorpommern |
| Michael Piazolo                                            | Landtag   | FREIE WÄHLER | Bayern                 |
| Werner Pidde                                               | Landtag   | SPD          | Thüringen              |
| Anja Piel                                                  | Landtag   | GRÜNE        | Niedersachsen          |
| Wolfgang Pieper                                            | Landtag   | GRÜNE        | Nordrhein-Westfalen    |
| Detlev Pilger                                              | Bundestag | SPD          | Rheinland-Pfalz        |
| Volker Pispers                                             | Landtag   | PIRATEN      | Nordrhein-Westfalen    |
| Boris Pistorius                                            | Landtag   | SPD          | Niedersachsen          |
| Richard Pitterle                                           | Bundestag | DIE LINKE    | Baden-Württemberg      |
| Matthias Platzeck                                          | Landtag   | SPD          | Brandenburg            |
| André Poggenburg                                           | Landtag   | AfD          | Sachsen-Anhalt         |
| Uwe Polkaehn                                               | Landtag   | SPD          | Schleswig-Holstein     |
| Eckhard Pols                                               | Bundestag | CDU          | Niedersachsen          |
| Ramona Pop                                                 | Landtag   | GRÜNE        | Berlin                 |
| Sabine Poschmann                                           | Bundestag | SPD          | Nordrhein-Westfalen    |
| Joachim Poß                                                | Bundestag | SPD          | Nordrhein-Westfalen    |
| Achim Post                                                 | Bundestag | SPD          | Nordrhein-Westfalen    |
| Florian Post                                               | Bundestag | SPD          | Bayern                 |
| Brigitte Pothmer                                           | Bundestag | GRÜNE        | Niedersachsen          |
| Hans-Gert Pöttering                                        | Landtag   | CDU          | Niedersachsen          |
| Iris Preuß-Buchholz                                        | Landtag   | SPD          | Nordrhein-Westfalen    |
| Wilhelm Priesmeier                                         | Bundestag | SPD          | Niedersachsen          |
| Florian Pronold                                            | Bundestag | SPD          | Bayern                 |
| Sascha Raabe                                               | Bundestag | SPD          | Hessen                 |
| Simone Raatz                                               | Bundestag | SPD          | Sachsen                |
| Martin Rabanus                                             | Bundestag | SPD          | Hessen                 |
| Christoph Rabenstein                                       | Landtag   | SPD          | Bayern                 |
| Thomas Rachel                                              | Bundestag | CDU          | Nordrhein-Westfalen    |
| Kerstin Radomski                                           | Bundestag | CDU          | Nordrhein-Westfalen    |
| Alexander Radwan                                           | Bundestag | CSU          | Bayern                 |
| Ülker Radziwill                                            | Landtag   | SPD          | Berlin                 |
| Alois Georg Josef Rainer                                   | Bundestag | CSU          | Bayern                 |
| Bodo Ramelow                                               | Landtag   | DIE LINKE    | Thüringen              |
| Peter Ramsauer                                             | Bundestag | CSU          | Bayern                 |
| Patrick Rapp                                               | Landtag   | CDU          | Baden-Württemberg      |
| Katja Rathje-Hoffmann                                      | Landtag   | CDU          | Schleswig-Holstein     |
| Reinhard Rauball                                           | Landtag   | SPD          | Nordrhein-Westfalen    |
| Tobias Rausch                                              | Landtag   | AfD          | Sachsen-Anhalt         |
| Doris Rauscher                                             | Landtag   | SPD          | Bayern                 |
| Claudia Ravensburg                                         | Landtag   | CDU          | Hessen                 |
| Mechthild Rawert                                           | Bundestag | SPD          | Berlin                 |
| Stefan Rebmann                                             | Bundestag | SPD          | Baden-Württemberg      |
| Eckhardt Rehberg                                           | Bundestag | CDU          | Mecklenburg-Vorpommern |
| Anke Rehlinger                                             | Landtag   | SPD          | Saarland               |
| Markus Rehm                                                | Landtag   | SPD          | Nordrhein-Westfalen    |
| Gabriele Reich-Gutjahr                                     | Landtag   | FDP          | Baden-Württemberg      |
| Gerold Reichenbach                                         | Bundestag | SPD          | Hessen                 |
| Hans Reichhart                                             | Landtag   | CSU          | Bayern                 |
| Lars Reichow                                               | Landtag   | SPD          | Rheinland-Pfalz        |
| Clemens Reif                                               | Landtag   | CDU          | Hessen                 |
| Carola Reimann                                             | Bundestag | SPD          | Niedersachsen          |
| Hans Wilhelm Reiners                                       | Landtag   | CDU          | Nordrhein-Westfalen    |
| Wolfgang Reinhart                                          | Landtag   | CDU          | Baden-Württemberg      |
| Nariman Hammouti                                           | Landtag   | SPD          | Niedersachsen          |
| Tobias Reiß                                                | Landtag   | CSU          | Bayern                 |
| Dieter Reiter                                              | Landtag   | SPD          | Bayern                 |
| Johannes Remmel                                            | Landtag   | GRÜNE        | Nordrhein-Westfalen    |
| Martina Renner                                             | Bundestag | DIE LINKE    | Thüringen              |
| Florian Rentsch                                            | Landtag   | FDP          | Hessen                 |
| Hans Hermann Reschke                                       | Landtag   | CDU          | Hessen                 |
| Herbert Reul                                               | Landtag   | CDU          | Nordrhein-Westfalen    |
| Roman Reusch                                               | Landtag   | AfD          | Brandenburg            |
| Cerstin Richter-Kotowski                                   | Landtag   | CDU          | Berlin                 |
| Lothar Riebsamen                                           | Bundestag | CDU          | Baden-Württemberg      |
| Josef Rief                                                 | Bundestag | CDU          | Baden-Württemberg      |
| Franz Rieger                                               | Landtag   | CSU          | Bayern                 |
| Heinz Riesenhuber                                          | Bundestag | CDU          | Hessen                 |
| Andreas Rimkus                                             | Bundestag | SPD          | Nordrhein-Westfalen    |
| Markus Rinderspacher                                       | Landtag   | SPD          | Bayern                 |
| Franz-Georg Rips                                           | Landtag   | SPD          | Nordrhein-Westfalen    |
| Iris Ripsam                                                | Bundestag | CDU          | Baden-Württemberg      |
| Sönke Rix                                                  | Bundestag | SPD          | Schleswig-Holstein     |
| Petra Rode-Bosse                                           | Bundestag | SPD          | Nordrhein-Westfalen    |
| Susanne Rode-Breymann                                      | Landtag   | SPD          | Niedersachsen          |
| Dennis Rohde                                               | Bundestag | SPD          | Niedersachsen          |
| Daniel Roi                                                 | Landtag   | AfD          | Sachsen-Anhalt         |
| Gabi Rolland                                               | Landtag   | SPD          | Baden-Württemberg      |
| Norbert Römer                                              | Landtag   | SPD          | Nordrhein-Westfalen    |
| Johannes Röring                                            | Bundestag | CDU          | Nordrhein-Westfalen    |
| Kathrin Rösel                                              | Bundestag | CDU          | Niedersachsen          |
| Martin Rosemann                                            | Bundestag | SPD          | Baden-Württemberg      |
| Marcus H. Rosenmüller                                      | Landtag   | SPD          | Bayern                 |
| Georg Rosenthal                                            | Landtag   | SPD          | Bayern                 |
| Markus Rösler                                              | Landtag   | GRÜNE        | Baden-Württemberg      |
| René Röspel                                                | Bundestag | SPD          | Nordrhein-Westfalen    |
| Stefan Rößle                                               | Landtag   | CSU          | Bayern                 |
| Matthias Rößler                                            | Landtag   | CDU          | Sachsen                |
| Ernst Dieter Rossmann                                      | Bundestag | SPD          | Schleswig-Holstein     |
| Tabea Rößner                                               | Bundestag | GRÜNE        | Rheinland-Pfalz        |
| Claudia Roth                                               | Bundestag | GRÜNE        | Bayern                 |
| Michael Roth                                               | Bundestag | SPD          | Hessen                 |
| Thomas Roth                                                | Landtag   | FDP          | Rheinland-Pfalz        |
| Norbert Röttgen                                            | Bundestag | CDU          | Nordrhein-Westfalen    |
| Erwin Rüddel                                               | Bundestag | CDU          | Rheinland-Pfalz        |
| Günter Rudolph                                             | Landtag   | SPD          | Hessen                 |
| Corinna Rüffer                                             | Bundestag | GRÜNE        | Rheinland-Pfalz        |
| Heide Rühle                                                | Landtag   | GRÜNE        | Baden-Württemberg      |
| Hans-Ulrich Rülke                                          | Landtag   | FDP          | Baden-Württemberg      |
| Albert Rupprecht                                           | Bundestag | CSU          | Bayern                 |
| Berthold Rüth                                              | Landtag   | CSU          | Bayern                 |
| Jürgen Rüttgers                                            | Landtag   | CDU          | Nordrhein-Westfalen    |
| Bernd Rützel                                               | Bundestag | SPD          | Bayern                 |
| Sarah Ryglewski                                            | Bundestag | SPD          | Bremen                 |
| Johann Saathoff                                            | Bundestag | SPD          | Niedersachsen          |
| Barbara Saebel                                             | Landtag   | GRÜNE        | Baden-Württemberg      |
| Raed Saleh                                                 | Landtag   | SPD          | Berlin                 |
| Dieter Salomon                                             | Landtag   | GRÜNE        | Baden-Württemberg      |
| Manuel Sarrazin                                            | Bundestag | GRÜNE        | Hamburg                |
| Rainer Sass                                                | Landtag   | SPD          | Niedersachsen          |
| Annette Sawade                                             | Bundestag | SPD          | Baden-Württemberg      |
| Hans-Joachim Schabedoth                                    | Bundestag | SPD          | Hessen                 |
| Anita Schäfer                                              | Bundestag | CDU          | Rheinland-Pfalz        |
| Axel Schäfer                                               | Bundestag | SPD          | Nordrhein-Westfalen    |
| Dorothea Schäfer                                           | Landtag   | CDU          | Rheinland-Pfalz        |
| Thorsten Schäfer-Gümbel                                    | Landtag   | SPD          | Hessen                 |
| Verena Schäffer                                            | Landtag   | GRÜNE        | Nordrhein-Westfalen    |
| Susanne Schaper                                            | Landtag   | DIE LINKE    | Sachsen                |
| Ulrike Scharf                                              | Landtag   | CSU          | Bayern                 |
| Ina Scharrenbach                                           | Landtag   | CDU          | Nordrhein-Westfalen    |
| Wolfgang Schäuble                                          | Bundestag | CDU          | Baden-Württemberg      |
| Alexander zu Schaumburg-Lippe                              | Landtag   | FDP          | Niedersachsen          |
| Ursula Schauws                                             | Bundestag | GRÜNE        | Nordrhein-Westfalen    |
| Nina Scheer                                                | Bundestag | SPD          | Schleswig-Holstein     |
| Landolf Scherzer                                           | Landtag   | DIE LINKE    | Thüringen              |
| Heidemarie Scheuch-Paschkewitz                             | Landtag   | DIE LINKE    | Hessen                 |
| Andreas Scheuer                                            | Bundestag | CSU          | Bayern                 |
| Gerhard Schick                                             | Bundestag | GRÜNE        | Baden-Württemberg      |
| Thorsten Schick                                            | Landtag   | CDU          | Nordrhein-Westfalen    |
| Marianne Schieder                                          | Bundestag | SPD          | Bayern                 |
| Ina Schieferdecker                                         | Landtag   | CDU          | Brandenburg            |
| Udo Schiefner                                              | Bundestag | SPD          | Nordrhein-Westfalen    |
| Horst Schiesgeries                                         | Landtag   | CDU          | Niedersachsen          |
| Karl Schiewerling                                          | Bundestag | CDU          | Nordrhein-Westfalen    |
| Patrick Schiffer                                           | Landtag   | PIRATEN      | Nordrhein-Westfalen    |
| Jana Schimke                                               | Bundestag | CDU          | Brandenburg            |
| Norbert Schindler                                          | Bundestag | CDU          | Rheinland-Pfalz        |
| Dagmar Schipanski                                          | Landtag   | CDU          | Thüringen              |
| Tankred Schipanski                                         | Bundestag | CDU          | Thüringen              |
| Michael Schlecht                                           | Bundestag | DIE LINKE    | Baden-Württemberg      |
| Dorothee Schlegel                                          | Bundestag | SPD          | Baden-Württemberg      |
| Klaus Schlie                                               | Landtag   | CDU          | Schleswig-Holstein     |
| Dirk Schlömer                                              | Landtag   | SPD          | Nordrhein-Westfalen    |
| Beate Schlupp                                              | Landtag   | CDU          | Mecklenburg-Vorpommern |
| Rainer Schmeltzer                                          | Landtag   | SPD          | Nordrhein-Westfalen    |
| Christian Schmidt                                          | Bundestag | CSU          | Bayern                 |
| Dagmar Schmidt                                             | Bundestag | SPD          | Hessen                 |
| Frithjof Schmidt                                           | Bundestag | GRÜNE        | Nordrhein-Westfalen    |
| Gabriele Schmidt                                           | Bundestag | CDU          | Baden-Württemberg      |
| Matthias Schmidt                                           | Bundestag | SPD          | Berlin                 |
| Thomas Schmidt                                             | Landtag   | CDU          | Sachsen                |
| Ulla Schmidt                                               | Bundestag | SPD          | Nordrhein-Westfalen    |
| Ronald Schminke                                            | Landtag   | SPD          | Niedersachsen          |
| Arnold Schmitt                                             | Landtag   | CDU          | Rheinland-Pfalz        |
| Ronja Schmitt                                              | Bundestag | CDU          | Baden-Württemberg      |
| Helga Schmitt-Bussinger                                    | Landtag   | SPD          | Bayern                 |
| Karin Schmitt-Promny                                       | Landtag   | GRÜNE        | Nordrhein-Westfalen    |
| Hendrik Schmitz                                            | Landtag   | CDU          | Nordrhein-Westfalen    |
| Renate Schnack                                             | Landtag   | SPD          | Schleswig-Holstein     |
| Carsten Schneider                                          | Bundestag | SPD          | Thüringen              |
| Christine Schneider                                        | Landtag   | CDU          | Rheinland-Pfalz        |
| Susanne Schneider                                          | Landtag   | FDP          | Nordrhein-Westfalen    |
| Patrick Schnieder                                          | Bundestag | CDU          | Rheinland-Pfalz        |
| Elfi Scho-Antwerpes                                        | Bundestag | SPD          | Nordrhein-Westfalen    |
| Alexander Schoch                                           | Landtag   | GRÜNE        | Baden-Württemberg      |
| Olaf Scholz                                                | Landtag   | SPD          | Hamburg                |
| Nadine Schön                                               | Bundestag | CDU          | Saarland               |
| Jörg Schönbohm                                             | Landtag   | CDU          | Brandenburg            |
| Angelika Schorer                                           | Landtag   | CSU          | Bayern                 |
| Kerstin Schreyer                                           | Landtag   | CSU          | Bayern                 |
| Kristina Schröder                                          | Bundestag | CDU          | Hessen                 |
| Ole Schröder                                               | Bundestag | CDU          | Schleswig-Holstein     |
| Doris Schröder-Köpf                                        | Landtag   | SPD          | Niedersachsen          |
| Ursula Schulte                                             | Bundestag | SPD          | Nordrhein-Westfalen    |
| Bernhard Schulte-Drüggelte                                 | Bundestag | CDU          | Nordrhein-Westfalen    |
| Herbert Schulz                                             | Landtag   | DIE LINKE    | Hamburg                |
| Martin Schulz                                              | Landtag   | SPD          | Nordrhein-Westfalen    |
| Swen Schulz                                                | Bundestag | SPD          | Berlin                 |
| Kordula Schulz-Asche                                       | Bundestag | GRÜNE        | Hessen                 |
| Klaus-Peter Schulze                                        | Bundestag | CDU          | Brandenburg            |
| Svenja Schulze                                             | Landtag   | SPD          | Nordrhein-Westfalen    |
| Christina Schulze Föcking                                  | Landtag   | CDU          | Nordrhein-Westfalen    |
| Uwe Schummer                                               | Bundestag | CDU          | Nordrhein-Westfalen    |
| Ewald Schurer                                              | Bundestag | SPD          | Bayern                 |
| Armin Schuster                                             | Bundestag | CDU          | Baden-Württemberg      |
| Albrecht Schütte                                           | Landtag   | CDU          | Baden-Württemberg      |
| Frank Schwabe                                              | Bundestag | SPD          | Nordrhein-Westfalen    |
| Susanne Schwaderer                                         | Landtag   | CDU          | Baden-Württemberg      |
| Stefan Schwartze                                           | Bundestag | SPD          | Nordrhein-Westfalen    |
| Andrea Schwarz                                             | Landtag   | GRÜNE        | Baden-Württemberg      |
| Andreas Schwarz                                            | Bundestag | SPD          | Bayern                 |
| Andreas Schwarz                                            | Landtag   | GRÜNE        | Baden-Württemberg      |
| Annette Schwarz                                            | Landtag   | CDU          | Niedersachsen          |
| Rita Schwarzelühr-Sutter                                   | Bundestag | SPD          | Baden-Württemberg      |
| Christina Schwarzer                                        | Bundestag | CDU          | Berlin                 |
| Manuela Schwesig                                           | Landtag   | SPD          | Mecklenburg-Vorpommern |
| Hans-Ulrich Sckerl                                         | Landtag   | GRÜNE        | Baden-Württemberg      |
| Kai Seefried                                               | Landtag   | CDU          | Niedersachsen          |
| Horst Seehofer                                             | Landtag   | CSU          | Bayern                 |
| Bernhard Seidenath                                         | Landtag   | CSU          | Bayern                 |
| Anna Seidl                                                 | Landtag   | DIE LINKE    | Berlin                 |
| Detlef Seif                                                | Bundestag | CDU          | Nordrhein-Westfalen    |
| Susanne Selbert                                            | Landtag   | SPD          | Hessen                 |
| Johannes Selle                                             | Bundestag | CDU          | Thüringen              |
| Reserl Sem                                                 | Landtag   | CSU          | Bayern                 |
| Reinhold Sendker                                           | Bundestag | CDU          | Nordrhein-Westfalen    |
| Ingo Senftleben                                            | Landtag   | CDU          | Brandenburg            |
| Gisela Sengl                                               | Landtag   | GRÜNE        | Bayern                 |
| Patrick Sensburg                                           | Bundestag | CDU          | Nordrhein-Westfalen    |
| Bernd Siebert                                              | Bundestag | CDU          | Hessen                 |
| Carsten Sieling                                            | Landtag   | SPD          | Bremen                 |
| Stephan Siemer                                             | Landtag   | CDU          | Niedersachsen          |
| Thomas Silberhorn                                          | Bundestag | CSU          | Bayern                 |
| Semiya Şimşek Demirtaş                                     | Landtag   | DIE LINKE    | Thüringen              |
| Johannes Singhammer                                        | Bundestag | CSU          | Bayern                 |
| Petra Sitte                                                | Bundestag | DIE LINKE    | Sachsen-Anhalt         |
| Stefan Skora                                               | Landtag   | CDU          | Sachsen                |
| Markus Söder                                               | Landtag   | CSU          | Bayern                 |
| Daniela Sommer                                             | Landtag   | SPD          | Hessen                 |
| Martin Sonneborn                                           | Landtag   | PIRATEN      | Nordrhein-Westfalen    |
| Tino Sorge                                                 | Bundestag | CDU          | Sachsen-Anhalt         |
| Ludwig Spaenle                                             | Landtag   | CSU          | Bayern                 |
| Jens Spahn                                                 | Bundestag | CDU          | Nordrhein-Westfalen    |
| Anne Spiegel                                               | Landtag   | GRÜNE        | Rheinland-Pfalz        |
| Rainer Spiering                                            | Bundestag | SPD          | Niedersachsen          |
| Norbert Spinrath                                           | Bundestag | SPD          | Nordrhein-Westfalen    |
| Iris Spranger                                              | Landtag   | SPD          | Berlin                 |
| Christian Springer                                         | Landtag   | GRÜNE        | Bayern                 |
| Friede Springer                                            | Landtag   | CDU          | Berlin                 |
| Ines Springer                                              | Landtag   | CDU          | Sachsen                |
| Svenja Stadler                                             | Bundestag | SPD          | Niedersachsen          |
| Angelika Stahl                                             | Landtag   | GRÜNE        | Baden-Württemberg      |
| Linda Stahl                                                | Landtag   | SPD          | Nordrhein-Westfalen    |
| Barbara Stamm                                              | Landtag   | CSU          | Bayern                 |
| Martina Stamm-Fibich                                       | Bundestag | SPD          | Bayern                 |
| Joachim Stamp                                              | Landtag   | FDP          | Nordrhein-Westfalen    |
| Britta Stark                                               | Landtag   | SPD          | Brandenburg            |
| Carola Stauche                                             | Bundestag | CDU          | Thüringen              |
| Frank Steffel                                              | Bundestag | CDU          | Berlin                 |
| Sonja Steffen                                              | Bundestag | SPD          | Mecklenburg-Vorpommern |
| Barbara Steffens                                           | Landtag   | GRÜNE        | Nordrhein-Westfalen    |
| Wolfgang Stefinger                                         | Bundestag | CSU          | Bayern                 |
| Albert Stegemann                                           | Bundestag | CDU          | Niedersachsen          |
| Ralf Stegner                                               | Landtag   | SPD          | Schleswig-Holstein     |
| Dieter Stein                                               | Landtag   | AfD          | Berlin                 |
| Peter Stein                                                | Bundestag | CDU          | Mecklenburg-Vorpommern |
| Udo Stein                                                  | Landtag   | AfD          | Baden-Württemberg      |
| Sebastian Steineke                                         | Bundestag | CDU          | Brandenburg            |
| Lencke Steiner                                             | Landtag   | FDP          | Bremen                 |
| Bibiana Steinhaus                                          | Landtag   | SPD          | Niedersachsen          |
| Johannes Steiniger                                         | Bundestag | CDU          | Rheinland-Pfalz        |
| Kersten Steinke                                            | Bundestag | DIE LINKE    | Thüringen              |
| Frank-Walter Steinmeier                                    | Bundestag | SPD          | Brandenburg            |
| Jutta Steinruck                                            | Landtag   | SPD          | Rheinland-Pfalz        |
| Thomas Sternberg                                           | Landtag   | CDU          | Nordrhein-Westfalen    |
| Christian von Stetten                                      | Bundestag | CDU          | Baden-Württemberg      |
| Dieter Stier                                               | Bundestag | CDU          | Sachsen-Anhalt         |
| Sylvia Stierstorfer                                        | Landtag   | CSU          | Bayern                 |
| André Stinka                                               | Landtag   | SPD          | Nordrhein-Westfalen    |
| Andreas Stoch                                              | Landtag   | SPD          | Baden-Württemberg      |
| Rita Stockhofe                                             | Bundestag | CDU          | Nordrhein-Westfalen    |
| Edmund Stoiber                                             | Landtag   | CSU          | Bayern                 |
| Beatrix von Storch                                         | Landtag   | AfD          | Berlin                 |
| Gero Storjohann                                            | Bundestag | CDU          | Schleswig-Holstein     |
| Marlies Stotz                                              | Landtag   | SPD          | Nordrhein-Westfalen    |
| Stephan Stracke                                            | Bundestag | CSU          | Bayern                 |
| Christoph Strässer                                         | Bundestag | SPD          | Nordrhein-Westfalen    |
| Max Straubinger                                            | Bundestag | CSU          | Bayern                 |
| Matthäus Strebl                                            | Bundestag | CSU          | Bayern                 |
| Wolfgang Strengmann-Kuhn                                   | Bundestag | GRÜNE        | Hessen                 |
| Karin Strenz                                               | Bundestag | CDU          | Mecklenburg-Vorpommern |
| Günter-Helge Strickstrack                                  | Landtag   | CDU          | Niedersachsen          |
| Thomas Stritzl                                             | Bundestag | CDU          | Schleswig-Holstein     |
| Hans-Christian Ströbele                                    | Bundestag | GRÜNE        | Berlin                 |
| Thomas Strobl                                              | Landtag   | CDU          | Baden-Württemberg      |
| Simone Strohmayr                                           | Landtag   | SPD          | Bayern                 |
| Lena Strothmann                                            | Bundestag | CDU          | Nordrhein-Westfalen    |
| Michael Stübgen                                            | Bundestag | CDU          | Brandenburg            |
| Katja Suding                                               | Landtag   | FDP          | Hamburg                |
| Sabine Sütterlin-Waack                                     | Bundestag | CDU          | Schleswig-Holstein     |
| Marta Szuster                                              | Landtag   | SPD          | Brandenburg            |
| Kerstin Tack                                               | Bundestag | SPD          | Niedersachsen          |
| Kirsten Tackmann                                           | Bundestag | DIE LINKE    | Brandenburg            |
| Rena Tangens                                               | Landtag   | PIRATEN      | Schleswig-Holstein     |
| Azize Tank                                                 | Bundestag | DIE LINKE    | Berlin                 |
| Detlef Tanke                                               | Landtag   | SPD          | Niedersachsen          |
| Hakan Taş                                                  | Landtag   | DIE LINKE    | Berlin                 |
| Walter Taubeneder                                          | Landtag   | CSU          | Bayern                 |
| Peter Tauber                                               | Bundestag | CDU          | Hessen                 |
| Claudia Tausend                                            | Bundestag | SPD          | Bayern                 |
| Frank Tempel                                               | Bundestag | DIE LINKE    | Thüringen              |
| Bernhard Tenhumberg                                        | Landtag   | CDU          | Nordrhein-Westfalen    |
| Andreas Terhaag                                            | Landtag   | FDP          | Nordrhein-Westfalen    |
| Harald Terpe                                               | Bundestag | GRÜNE        | Mecklenburg-Vorpommern |
| Erwin Teufel                                               | Landtag   | CDU          | Baden-Württemberg      |
| Frank Thelen                                               | Landtag   | FDP          | Nordrhein-Westfalen    |
| Michael Theurer                                            | Landtag   | FDP          | Baden-Württemberg      |
| Michael Thews                                              | Bundestag | SPD          | Nordrhein-Westfalen    |
| Ulf Thiele                                                 | Landtag   | CDU          | Niedersachsen          |
| Karin Thissen                                              | Bundestag | SPD          | Schleswig-Holstein     |
| Franz Thönnes                                              | Bundestag | SPD          | Schleswig-Holstein     |
| Björn Thümler                                              | Landtag   | CDU          | Niedersachsen          |
| Stanislaw Tillich                                          | Landtag   | CDU          | Sachsen                |
| Angela Tillmann                                            | Landtag   | SPD          | Nordrhein-Westfalen    |
| Antje Tillmann                                             | Bundestag | CDU          | Thüringen              |
| Astrid Timmermann-Fechter                                  | Bundestag | CDU          | Nordrhein-Westfalen    |
| Anjes Tjarks                                               | Landtag   | GRÜNE        | Hamburg                |
| Stephan Toscani                                            | Landtag   | CDU          | Saarland               |
| Carsten Träger                                             | Bundestag | SPD          | Bayern                 |
| Carolina Trautner                                          | Landtag   | CSU          | Bayern                 |
| André Trepoll                                              | Landtag   | CDU          | Hamburg                |
| Markus Tressel                                             | Bundestag | GRÜNE        | Saarland               |
| Jürgen Trittin                                             | Bundestag | GRÜNE        | Niedersachsen          |
| Manuel Trollmann                                           | Landtag   | GRÜNE        | Niedersachsen          |
| Axel Troost                                                | Bundestag | DIE LINKE    | Sachsen                |
| Josef Tumbrinck                                            | Landtag   | SPD          | Nordrhein-Westfalen    |
| Karin Ilse Überall (alias Katja Ebstein)                   | Landtag   | SPD          | Brandenburg            |
| Günther Uecker                                             | Landtag   | CDU          | Nordrhein-Westfalen    |
| Hans-Peter Uhl                                             | Bundestag | CSU          | Bayern                 |
| Eckhard Uhlenberg                                          | Landtag   | CDU          | Nordrhein-Westfalen    |
| Volker Michael Ullrich                                     | Bundestag | CSU          | Bayern                 |
| Alexander Ulrich                                           | Bundestag | DIE LINKE    | Rheinland-Pfalz        |
| Joachim Unterländer                                        | Landtag   | CSU          | Bayern                 |
| Jörg Urban                                                 | Landtag   | AfD          | Sachsen                |
| Christine Urspruch                                         | Landtag   | GRÜNE        | Baden-Württemberg      |
| Arnold Vaatz                                               | Bundestag | CDU          | Sachsen                |
| Carola Veit                                                | Landtag   | SPD          | Hamburg                |
| Rüdiger Veit                                               | Bundestag | SPD          | Hessen                 |
| Oswin Veith                                                | Bundestag | CDU          | Hessen                 |
| Julia Verlinden                                            | Bundestag | GRÜNE        | Niedersachsen          |
| Péter Vida                                                 | Landtag   | BVB/FW       | Brandenburg            |
| Thomas Viesehon                                            | Bundestag | CDU          | Hessen                 |
| Michael Vietz                                              | Bundestag | CDU          | Niedersachsen          |
| Bernhard Vogel                                             | Landtag   | CDU          | Thüringen              |
| Frank Vogel                                                | Landtag   | CDU          | Sachsen                |
| Volkmar Vogel                                              | Bundestag | CDU          | Thüringen              |
| Kathrin Vogler                                             | Bundestag | DIE LINKE    | Nordrhein-Westfalen    |
| Christopher Vogt                                           | Landtag   | FDP          | Schleswig-Holstein     |
| Ute Vogt                                                   | Bundestag | SPD          | Baden-Württemberg      |
| Eva-Maria Voigt-Küppers                                    | Landtag   | SPD          | Nordrhein-Westfalen    |
| Klaus-Günther Voigtmann                                    | Landtag   | AfD          | Baden-Württemberg      |
| Sven Volmering                                             | Bundestag | CDU          | Nordrhein-Westfalen    |
| Dirk Vöpel                                                 | Bundestag | SPD          | Nordrhein-Westfalen    |
| Eggert Voscherau                                           | Landtag   | SPD          | Hamburg                |
| Christel Voßbeck-Kayser                                    | Bundestag | CDU          | Nordrhein-Westfalen    |
| Kees de Vries                                              | Bundestag | CDU          | Sachsen-Anhalt         |
| Johann Wadephul                                            | Bundestag | CDU          | Schleswig-Holstein     |
| Sahra Wagenknecht                                          | Bundestag | DIE LINKE    | Nordrhein-Westfalen    |
| Daniela Wagner                                             | Landtag   | GRÜNE        | Hessen                 |
| Doris Wagner                                               | Bundestag | GRÜNE        | Bayern                 |
| Mathias Wagner                                             | Landtag   | GRÜNE        | Hessen                 |
| Laura Wahl                                                 | Landtag   | GRÜNE        | Thüringen              |
| Theo Waigel                                                | Landtag   | CSU          | Bayern                 |
| Ruth Waldmann                                              | Landtag   | SPD          | Bayern                 |
| Thekla Walker                                              | Landtag   | GRÜNE        | Baden-Württemberg      |
| Norbert Walter-Borjans                                     | Landtag   | SPD          | Nordrhein-Westfalen    |
| Beate Walter-Rosenheimer                                   | Bundestag | GRÜNE        | Bayern                 |
| Marco Wanderwitz                                           | Bundestag | CDU          | Sachsen                |
| Karl-Heinz Wange                                           | Bundestag | CDU          | Nordrhein-Westfalen    |
| Nina Warken                                                | Bundestag | CDU          | Baden-Württemberg      |
| Gerhard Waschler                                           | Landtag   | CSU          | Bayern                 |
| Annette Watermann-Krass                                    | Landtag   | SPD          | Nordrhein-Westfalen    |
| Halina Wawzyniak                                           | Bundestag | DIE LINKE    | Berlin                 |
| Gabi Weber                                                 | Bundestag | SPD          | Rheinland-Pfalz        |
| Manfred Weber                                              | Landtag   | CSU          | Bayern                 |
| Jürgen Wechsler                                            | Landtag   | SPD          | Bayern                 |
| Gunnar Wegener                                             | Landtag   | SPD          | Niedersachsen          |
| Nina Weger                                                 | Landtag   | SPD          | Niedersachsen          |
| Kai Wegner                                                 | Bundestag | CDU          | Berlin                 |
| Kornelia Wehlan                                            | Landtag   | DIE LINKE    | Brandenburg            |
| Horst Wehner                                               | Landtag   | DIE LINKE    | Sachsen                |
| Angelika Weikert                                           | Landtag   | SPD          | Bayern                 |
| Stephan Weil                                               | Landtag   | SPD          | Niedersachsen          |
| Adolf Weiland                                              | Landtag   | CDU          | Rheinland-Pfalz        |
| Nils G. Weiland                                            | Landtag   | SPD          | Hamburg                |
| Albert Weiler                                              | Bundestag | CDU          | Thüringen              |
| Marcus Weinberg                                            | Bundestag | CDU          | Hamburg                |
| Nico Weinmann                                              | Landtag   | FDP          | Baden-Württemberg      |
| Marina Weisband                                            | Landtag   | PIRATEN      | Nordrhein-Westfalen    |
| Anja Weisgerber                                            | Bundestag | CSU          | Bayern                 |
| Sabine Weiss                                               | Bundestag | CDU          | Nordrhein-Westfalen    |
| Marius Weiß                                                | Landtag   | SPD          | Hessen                 |
| Peter Weiß                                                 | Bundestag | CDU          | Baden-Württemberg      |
| Rüdiger Weiß                                               | Landtag   | SPD          | Nordrhein-Westfalen    |
| Ingo Wellenreuther                                         | Bundestag | CDU          | Baden-Württemberg      |
| Karl-Georg Wellmann                                        | Bundestag | CDU          | Berlin                 |
| Marian Wendt                                               | Bundestag | CDU          | Sachsen                |
| Stefan Wenzel                                              | Landtag   | GRÜNE        | Niedersachsen          |
| Katrin Werner                                              | Bundestag | DIE LINKE    | Rheinland-Pfalz        |
| Waldemar Westermayer                                       | Bundestag | CDU          | Baden-Württemberg      |
| Bernd Westphal                                             | Bundestag | SPD          | Niedersachsen          |
| Kai Whittaker                                              | Bundestag | CDU          | Baden-Württemberg      |
| Peter Wichtel                                              | Bundestag | CDU          | Hessen                 |
| Andrea Wicklein                                            | Bundestag | SPD          | Brandenburg            |
| Jutta Widmann                                              | Landtag   | FREIE WÄHLER | Bayern                 |
| Annette Widmann-Mauz                                       | Bundestag | CDU          | Baden-Württemberg      |
| Kurt Wiegel                                                | Landtag   | CDU          | Hessen                 |
| Dirk Wiese                                                 | Bundestag | SPD          | Nordrhein-Westfalen    |
| Heinz Wiese                                                | Bundestag | CDU          | Baden-Württemberg      |
| Margit Wild                                                | Landtag   | SPD          | Bayern                 |
| Klaus-Peter Willsch                                        | Bundestag | CDU          | Hessen                 |
| Valerie Wilms                                              | Bundestag | GRÜNE        | Schleswig-Holstein     |
| Lutz Winkelmann                                            | Landtag   | CDU          | Niedersachsen          |
| Elisabeth Winkelmeier-Becker                               | Bundestag | CDU          | Nordrhein-Westfalen    |
| Peter Winter                                               | Landtag   | CSU          | Bayern                 |
| Axel Wintermeyer                                           | Landtag   | CDU          | Hessen                 |
| Claus Wisser                                               | Landtag   | SPD          | Hessen                 |
| Volker Wissing                                             | Landtag   | FDP          | Rheinland-Pfalz        |
| Sandro Witt                                                | Landtag   | DIE LINKE    | Thüringen              |
| Oliver Wittke                                              | Bundestag | CDU          | Nordrhein-Westfalen    |
| Dagmar Wöhrl                                               | Bundestag | CSU          | Bayern                 |
| Dietmar Woidke                                             | Landtag   | SPD          | Brandenburg            |
| Guido Wolf                                                 | Landtag   | CDU          | Baden-Württemberg      |
| Karin Wolff                                                | Landtag   | CDU          | Hessen                 |
| Waltraud Wolff                                             | Bundestag | SPD          | Sachsen-Anhalt         |
| Sabine Wölfle                                              | Landtag   | SPD          | Baden-Württemberg      |
| Carola Wolle                                               | Landtag   | AfD          | Baden-Württemberg      |
| Birgit Wöllert                                             | Bundestag | DIE LINKE    | Brandenburg            |
| Hans Peter Wollseifer                                      | Landtag   | FDP          | Nordrhein-Westfalen    |
| Barbara Woltmann                                           | Bundestag | CDU          | Niedersachsen          |
| Petra Wontorra                                             | Landtag   | SPD          | Niedersachsen          |
| Natalia Wörner                                             | Landtag   | SPD          | Baden-Württemberg      |
| Jörn Wunderlich                                            | Bundestag | DIE LINKE    | Sachsen                |
| Hendrik Wüst                                               | Landtag   | CDU          | Nordrhein-Westfalen    |
| Gülistan Yüksel                                            | Bundestag | SPD          | Nordrhein-Westfalen    |
| Turgut Yüksel                                              | Landtag   | SPD          | Hessen                 |
| Isabell Zacharias                                          | Landtag   | SPD          | Bayern                 |
| Feridun Zaimoglu                                           | Landtag   | SPD          | Schleswig-Holstein     |
| Hubertus Zdebel                                            | Bundestag | DIE LINKE    | Nordrhein-Westfalen    |
| Tobias Zech                                                | Bundestag | CSU          | Bayern                 |
| Josef Zellmeier                                            | Landtag   | CSU          | Bayern                 |
| Heinrich Zertik                                            | Bundestag | CDU          | Nordrhein-Westfalen    |
| Emmi Zeulner                                               | Bundestag | CSU          | Bayern                 |
| Dagmar Ziegler                                             | Bundestag | SPD          | Brandenburg            |
| Paul Ziemiak                                               | Landtag   | CDU          | Nordrhein-Westfalen    |
| Benno Zierer                                               | Landtag   | FREIE WÄHLER | Bayern                 |
| Stefan Zierke                                              | Bundestag | SPD          | Brandenburg            |
| Matthias Zimmer                                            | Bundestag | CDU          | Hessen                 |
| Jens Zimmermann                                            | Bundestag | SPD          | Hessen                 |
| Pia-Beate Zimmermann                                       | Bundestag | DIE LINKE    | Niedersachsen          |
| Sabine Zimmermann                                          | Bundestag | DIE LINKE    | Sachsen                |
| Reinhard Zinkann                                           | Landtag   | SPD          | Nordrhein-Westfalen    |
| Roman Zitzelsberger                                        | Landtag   | SPD          | Baden-Württemberg      |
| Thomas Zöller                                              | Landtag   | FREIE WÄHLER | Bayern                 |
| Manfred Zöllmer                                            | Bundestag | SPD          | Nordrhein-Westfalen    |
| Gudrun Zollner                                             | Bundestag | CSU          | Bayern                 |
| Volkmar Zschocke                                           | Landtag   | GRÜNE        | Sachsen                |
| Brigitte Zypries                                           | Bundestag | SPD          | Hessen                 |

## Prominente
Von den Parteien werden neben Parlamentsabgeordneten häufig Persönlichkeiten des öffentlichen Lebens als Ländervertreter in die Bundesversammlung gewählt. Unvollständige Auswahl:
| Mitglied der Bundesversammlung     | Bemerkung | Auf Vorschlag von | Bundesland          |
| ---------------------------------- | --- | ----------------- | ------------------- |
| Rayk Anders                        | Deutscher Journalist und YouTuber                                                                              | PIRATEN           | Nordrhein-Westfalen |
| Julien Bam                         | YouTuber | SPD               | Nordrhein-Westfalen |
| Iris Berben                        | Schauspielerin und Präsidentin der Deutschen Filmakademie                                                      | SPD               | Hessen              |
| Christoph Butterwegge              | Politikwissenschaftler, Armutsforscher und bis 2005 SPD-Mitglied, selbst Kandidat für das Bundespräsidentenamt | DIE LINKE         | Sachsen             |
| Renan Demirkan                     | Schriftstellerin und Schauspielerin                                                                            | SPD               | Nordrhein-Westfalen |
| Antje von Dewitz                   | Unternehmerin und Geschäftsführerin von Vaude                                                                  | GRÜNE             | Baden-Württemberg   |
| Katja Ebstein (Karin Ilse Überall) | Sängerin und Schauspielerin                                                                                    | SPD               | Brandenburg         |
| Franz Fehrenbach                   | Aufsichtsratsvorsitzender der Robert Bosch GmbH                                                                | GRÜNE             | Baden-Württemberg   |
| Veronica Ferres                    | Schauspielerin                                                                                                 | CDU               | Nordrhein-Westfalen |
| Wolfgang Grenke                    | Unternehmer und Präsident des Baden-Württembergischen Industrie- und Handelskammertags                         | SPD               | Baden-Württemberg   |
| Britta Heidemann                   | Sportlerin | FDP               | Nordrhein-Westfalen |
| Stefan Hell                        | Wissenschaftler im Bereich Biophysik und Nobelpreisträger                                                      | GRÜNE             | Baden-Württemberg   |
| Daniel Hopp                        | Geschäftsführer der Adler Mannheim                                                                             | CDU               | Baden-Württemberg   |
| Olivia Jones (Oliver Knöbel)       | Travestie-Künstler                                                                                             | GRÜNE             | Niedersachsen       |
| Tilo Jung                          | Journalist, Moderator und YouTuber                                                                             | PIRATEN           | Nordrhein-Westfalen |
| Olaf Kahle                         | Unternehmer und Präsident der IHK Lüneburg-Wolfsburg                                                           | SPD               | Niedersachsen       |
| Niko Kappel                        | Sportler | CDU               | Baden-Württemberg   |
| Carolin Kebekus                    | Kabarettistin                                                                                                  | GRÜNE             | Nordrhein-Westfalen |
| Hape Kerkeling                     | Entertainer und Komiker                                                                                        | CDU               | Nordrhein-Westfalen |
| Stefanie Kloß                      | Sängerin der Band Silbermond                                                                                   | SPD               | Sachsen             |
| Raul Krauthausen                   | Aktivist | PIRATEN           | Nordrhein-Westfalen |
| Shermin Langhoff                   | Intendantin des Maxim-Gorki-Theaters                                                                           | GRÜNE             | Berlin              |
| Mojib Latif                        | Klimaforscher                                                                                                  | GRÜNE             | Schleswig-Holstein  |
| Joachim Löw                        | Fußball-Bundestrainer                                                                                          | GRÜNE             | Baden-Württemberg   |
| Peter Maffay                       | Musiker | SPD               | Saarland            |
| Helmut Markwort                    | Journalist | FDP               | Baden-Württemberg   |
| Mariele Millowitsch                | Schauspielerin                                                                                                 | SPD               | Nordrhein-Westfalen |
| Katharina Nocun                    | ehemalige politische Geschäftsführerin und Ex-Parteimitglied bei den PIRATEN                                   | PIRATEN           | Nordrhein-Westfalen |
| Volker Pispers                     | Kabarettist | PIRATEN           | Nordrhein-Westfalen |
| Reinhard Rauball                   | Präsident von Borussia Dortmund und der Deutschen Fußball Liga                                                 | SPD               | Nordrhein-Westfalen |
| Lars Reichow                       | Musikkabarettist                                                                                               | SPD               | Rheinland-Pfalz     |
| Rainer Sass                        | Fernsehkoch | SPD               | Niedersachsen       |
| Alexander zu Schaumburg-Lippe      | Unternehmer | FDP               | Niedersachsen       |
| Semiya Şimşek Demirtaş             | Autorin, Tochter des NSU-Opfers Enver Şimşek                                                                   | DIE LINKE         | Thüringen           |
| Martin Sonneborn                   | Satiriker und Europaabgeordneter für Die PARTEI                                                                | PIRATEN           | Nordrhein-Westfalen |
| Christian Springer                 | Kabarettist | GRÜNE             | Bayern              |
| Friede Springer                    | Verlegerin und Vorstandsvorsitzende der Axel Springer Stiftung                                                 | CDU               | Berlin              |
| Linda Stahl                        | Leichtathletin                                                                                                 | SPD               | Nordrhein-Westfalen |
| Dieter Stein                       | Publizist und Chefredakteur der Jungen Freiheit                                                                | AfD               | Berlin              |
| Bibiana Steinhaus                  | Fußballschiedsrichterin                                                                                        | SPD               | Niedersachsen       |
| Rena Tangens                       | Datenschutzaktivistin, Internet-Pionierin und Künstlerin                                                       | PIRATEN           | Schleswig-Holstein  |
| Frank Thelen                       | Unternehmer | FDP               | Nordrhein-Westfalen |
| Günther Uecker                     | Maler und Objektkünstler                                                                                       | CDU               | Nordrhein-Westfalen |
| Christine Urspruch                 | Schauspielerin                                                                                                 | GRÜNE             | Baden-Württemberg   |
| Marina Weisband                    | ehemalige politische Geschäftsführerin und Ex-Parteimitglied bei den PIRATEN                                   | PIRATEN           | Nordrhein-Westfalen |
| Claus Wisser                       | Unternehmer und Gründer der Wisag                                                                              | SPD               | Hessen              |
| Natalia Wörner                     | Schauspielerin                                                                                                 | SPD               | Baden-Württemberg   |
| Feridun Zaimoglu                   | Schriftsteller                                                                                                 | SPD               | Schleswig-Holstein  |
| Roman Zitzelsberger                | Bezirksleiter der IG Metall Baden-Württemberg                                                                  | SPD               | Baden-Württemberg   |

## Bundestagsabgeordnete, die nicht teilgenommen haben
| Mitglied der Bundesversammlung | Partei       | Bundesland          |
| ------------------------------ | ------------ | ------------------- |
| Katharina Dröge                | GRÜNE        | Nordrhein-Westfalen |
| Axel Fischer                   | CDU          | Baden-Württemberg   |
| Julia Obermeier                | CSU          | Bayern              |
| Susann Rüthrich                | SPD          | Sachsen             |
| Elisabeth Scharfenberg         | GRÜNE        | Bayern              |
| Erika Steinbach                | Fraktionslos | Hessen              |
| Harald Weinberg                | DIE LINKE    | Bayern              |